# 아르헨티나
아르헨티나 공화국(스페인어: República Argentina 레푸블리카 아르헨티나[*], 과라니어: Tetã Argentina) 줄여서 아르헨티나(스페인어: Argentina 아르헨티나[*])는 남아메리카 대륙 남부에 자리 잡고 있는 연방 공화국이다. 연방국가로서 23개의 주와 자치시 1개로 구성되어 있으며, 주요 도시로는 부에노스아이레스, 코르도바, 바이아블랑카, 마르델플라타, 라플라타 등이 있고 수도는 부에노스아이레스시이다.
동쪽의 대서양과 서쪽의 안데스산맥 사이에 2,766,890km2의 면적을 차지하여 남아메리카에서 브라질에 이어 두 번째로 넓으며, 세계에서 여덟 번째로 큰 나라이다. 아르헨티나는 북쪽으로는 파라과이와 볼리비아, 북동쪽으로는 브라질과 우루과이, 서·남쪽으로는 칠레와 국경을 싸우고 있다. 공용어는 스페인어이며 여러 차례의 대량 이민으로 이탈리아계 등 백인 인구가 대다수를 차지하고 있다. 아르헨티나는 또한 영국의 해외 영토로 인정되고 있는 포클랜드 제도와 사우스조지아 사우스샌드위치 제도, 남극의 일부인 아르헨티나령 남극에 대한 영유권도 주장하고 있다. 아르헨티나는 라틴 아메리카에서 구매력 대비 1인당 GDP 3위, 인간개발지수 2위의 국가로 조사되었고, 명목 GDP는 세계 30위, 구매력을 고려한 GDP는 세계에서 23위이다. 세계은행에서는 이 나라를 국민총소득 중상 수준의 국가 혹은 신흥 시장으로 분류했다. 아르헨티나는 메르코수르, 남미 국가 연합, 세계은행 그룹, G-15, G-20에 속하는 나라이다.

## 지리

### 지형

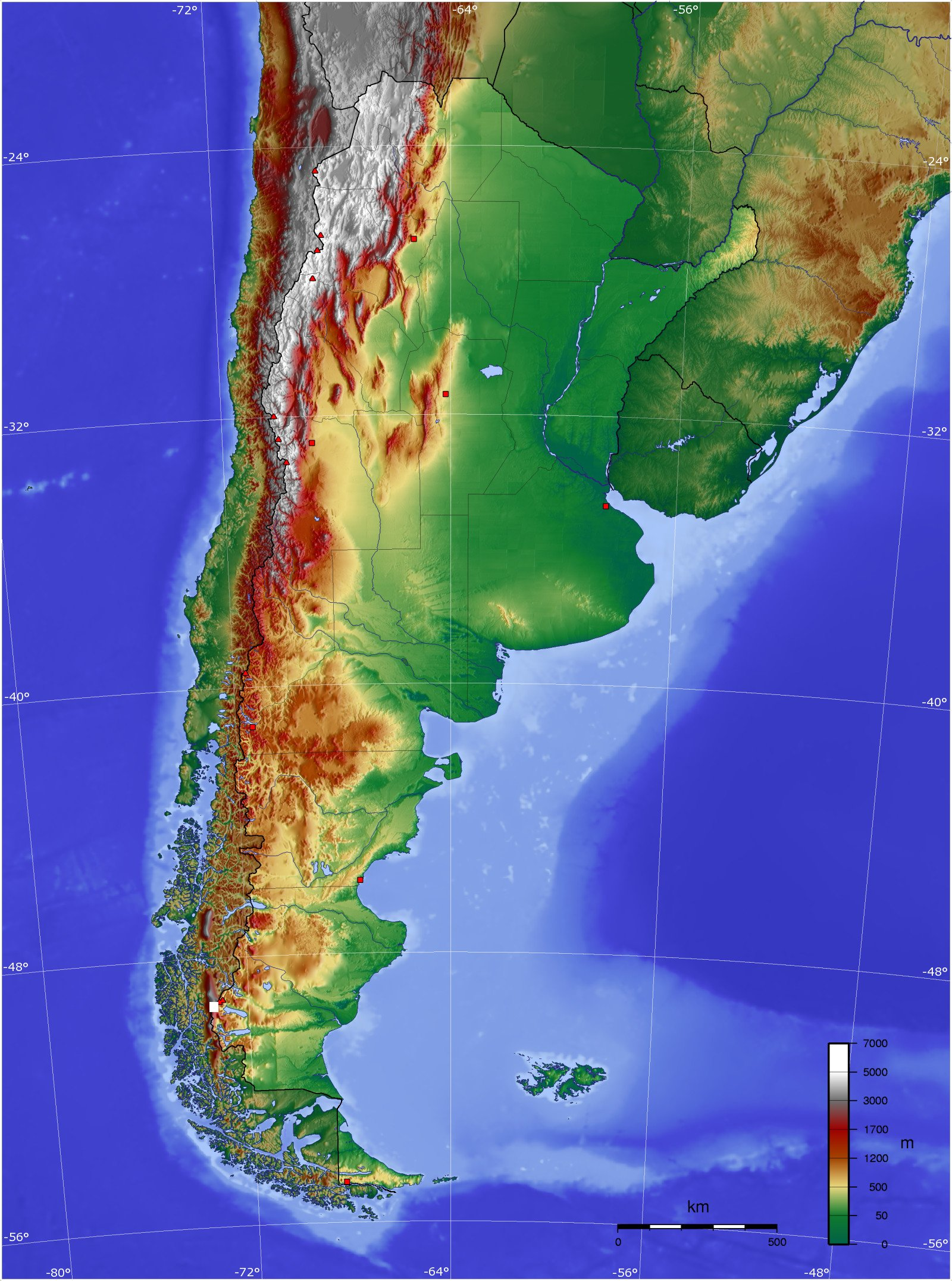
아르헨티나의 지형도

아르헨티나는 남아메리카 대륙의 최남단부에 위치하며, 브라질에 버금가는 넓은 국토를 가진 남아메리카에서 두 번째로 큰 나라이다. 전 세계적으로는 러시아, 캐나다, 미국, 중국, 브라질,  호주, 인도 다음의 전세계 8위의 넓은 면적을 가진 나라이다. 북쪽기 볼리비아, 동북쪽은 우루과이·브라질·파라과이, 서쪽은 칠레에 접하고, 동남쪽은 대서양에 잇닿아 있다. 남쪽의 최장 거리는 3,700km, 동서의 최대 거리는 1,700km라는 넓은 국토의 서부를 안데스산맥이 남북으로 관통하고 있으며 조인빌섬을 포함하여 남극의 일부도 아르헨티나의 영토이다. 효펵을 포함하여 열대 우림에서부터 한랭 지대까지 전지구상에 있는 모든 기후 지역을 갖고 있다. 남미에서 가장 높은 산인 아콩카과 산 역시 아르헨티나에 있다.
아르헨티나는 남극에서 아르헨티나령 남극이라는 969,464 제곱킬로미터의 지역에 대해 영유권을 주장하는데, 일부는 칠레(칠레령 남극)와 영국(영국령 남극)의 영유권 주장 지역과 겹친다. 그러나 이 주장은 1961년 체결된 남극 조약에 의해 공식적으로 유예되어 현재까지 실효 지배가 이루어지고 있지 않다.
팜파스는 부에노스아이레스의 서쪽과 남쪽에 펼쳐진 중앙의 대평원이다. 습한 팜파라고도 하는데, 부에노스아이레스주와 코르도바주의 대부분과 산타페주, 라팜파주의 상당 부분을 차지하고 있다. 라팜파 주의 서쪽 부분과 산루이스주도 대체로 평야(건조한 팜파)인데, 건조해서 주로 초지로 쓰인다. 이름이 같은 코르도바주 지역의 시에라데코르도바 산맥은 팜파스에서 가장 지리적으로 두드러지는 지형이다.
이 지역과 우루과이 사이에는 길이 약 4,700km의 라플라타강이 흐른다. '은(銀)의 강'이라는 뜻을 가지고 있으며, 어귀의 강폭은 약 220km 가량이다.
팜파스는 농업에 적절한 비옥한 땅으로 쇠고기·양모·밀·옥수수 등을 많이 산출하며, 이 나라의 중요 경제 지역이다. 제조 공업도 여기에 집중하고 있다.
북부의 아열대 평원 그란차코 지역은 계절에 따라 건조하거나 습해진다. 주로 목화를 재배하고 가축을 방목한다. 이 지역에는 차코주, 포르모사주가 있다. 간간히 아열대 우림, 관목림, 습지가 자리잡고 있으며 수많은 식물과 동물의 서식지이다. 산티아고델에스테로주는 그란차코에서도 건조한 지역이다.
메소포타미아는 파라나강과 우루과이강 사이에 위치한 곳이다. 이 지역에는 코리엔테스주와 엔트레리오스주가 있다. 목축과 식물 재배에 적합한 평야 지역으로, 코리엔테스 중부에는 이베라 습지가 있다. 미시오네스주는 더 더운 지역으로, 브라질고원의 지형적 영향을 받는다. 아열대 우림과 이과수 폭포가 있다.
아르헨티나 남부의 네그로강에서 마젤란 해협에 이르는 파타고니아의 스텝 초원에는 네우켄주, 리오네그로주, 추부트주, 산타크루스주가 있다. 이 지역 대부분은 북쪽으로는 반건조 기후에 추우며, 남쪽으로는 건조하다. 그러나 서쪽 경계에는 숲이 자라며 여러 호수가 있다. 그리고 대륙의 돌출부 끝에는 칠레와 절반씩 영유하는 티에라델푸에고 제도가 있으며, 바다의 영향으로 서늘하고 습하며, 온화하다. 파타고니아 북부(네그로 강 남쪽, 네우켄)은 코마우에 지역이라고도 한다.
파타고니아는 목양지로서 유명하며, 석유 자원 지대로서도 중요하다.
쿠요(Cuyo)
아르헨티나 중서부는 안데스산맥의 영향권이다. 산맥 동쪽의 건조한 지역을 쿠요라고 한다. 고산 지대에서 녹은 물은 저지대에 있는 오아시스에 물을 공급한다. 이 지역은 멘도사주와 산후안주의 과실과 포도주 생산의 중심을 이룬다. 여기서 더 북쪽으로 가면 라리오하주의 더 덥고 건조한 기후를 만난다. 산루이스주 북쪽의 시에라팜페아나스산맥이라는 세 곳의 낮은 산맥이 북에서 남으로 뻗어 이곳 최동단 경계를 이룬다.
칠레 국경 지역에는 아르헨티나에서 가장 높은 산인 아콩카과산이 있다. 안데스산맥 중에서 가장 높은 산일 뿐 아니라 남반구와 서반구에서도 최고봉이다. 높이는 약 7,000m이다.
아르헨티나 북서부(NOA)
이 지역은 아르헨티나에서 평균 고도가 가장 높은 곳이다. 산맥이 뻗어 있으며, 어떤 봉우리는 6,000m에 이르기도 한다. 이 산지는 북쪽으로 갈수록 더 넓어진다. 산맥은 비옥한 강가 계곡에서 끊기는데, 가장 중요한 곳은 카타마르카주, 투쿠만주, 살타주의 칼차키 계곡이다. 더 북쪽으로 볼리비아와 가까운 후후이주는 주로 중부 안데스의 고원에 있다. 남회귀선이 이 곳 북부를 지난다.

### 기후

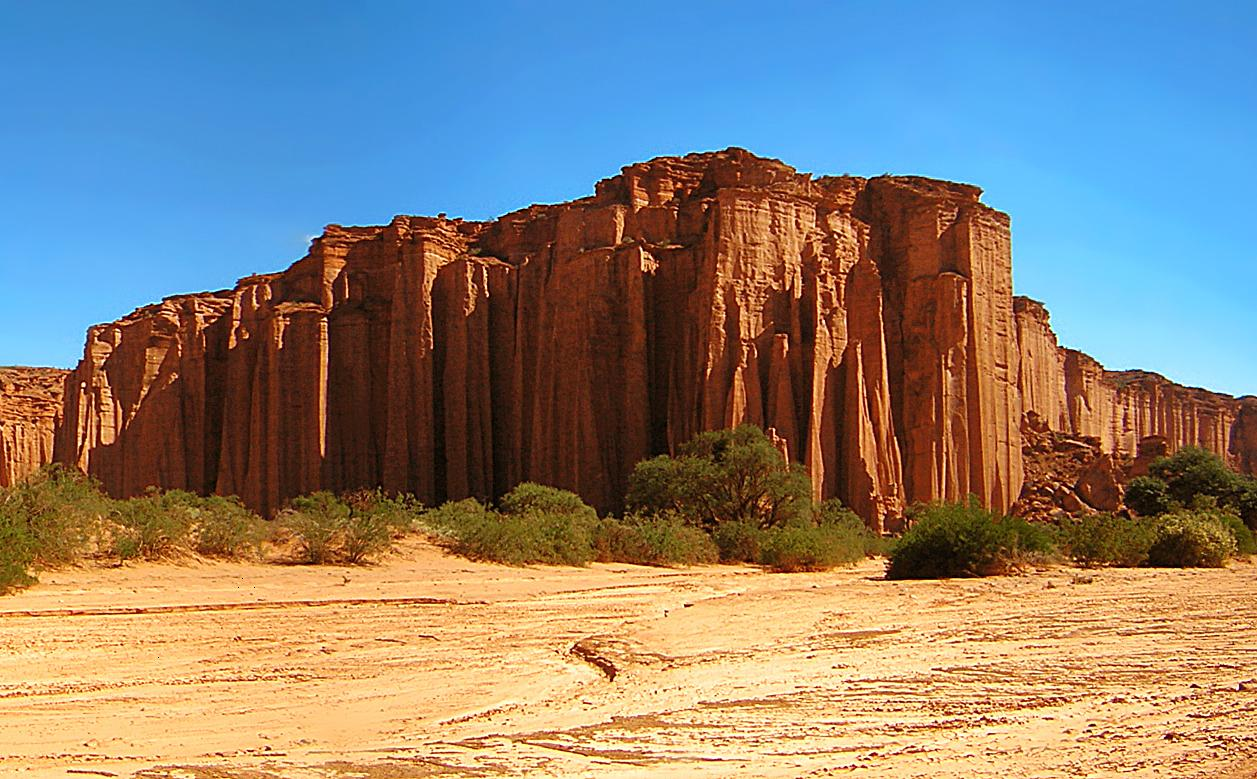
라리오하주의 타람파야 자연공원의 사막지대(북동쪽)

기후는 국토가 남북으로 뻗고 넓기 때문에 지역차가 크지만, 대체로 온화하다. 북부와 동북부는 아열대성으로, 우기(10∼3월)와 건기(4∼9월)로 나뉘며, 여름이 길고 덥고, 겨울철은 짧지만 매우 춥다. 수도 부에노스아이레스를 중심으로 하는 중앙부는 온대 기후에 속하며, 강수량은 여름철에 많으나 대체로 연중 고른 편이다. 그리고 중앙부의 여름은 더우며 뇌우를 동반한다(때때로 세계에서 가장 큰 우박이 내리기도 한다.). 남부의 겨울, 즉 11~12월은 매우 덥다.
남아메리카에서 기록된 가장 높은 온도와 가장 낮은 온도가 아르헨티나에서 기록되었다. 1920년 1월 2일, 코르도바주에서 49.1 °C가 기록되었다. 가장 낮은 온도로는 1972년 7월 17일, 산후안주에서 기록된 −39 °C이다.
남반구에 있으므로 4계(四季)의 시기는 북반부와 정반대여서 1년의 시작인 1월 1일은 여름이 된다.

### 생태계
북쪽의 그란차코 지역은 Dalbergia속의 브라질리안 로즈우드나 퀘브라쵸, 카로브 나무 등의 아열대식물들이 주를 이루고 있다. 안데스 근처의 더 메마른 곳에는 사바나와 비슷한 지역이 존재한다. 수생식물들은 아르헨티나의 습지에 잘 자란다. 아르헨티나의 중부에 있는 습윤팜파스는 톨그래스 초원이다. 원래의 팜파스에는 사실상 나무가 없으나 양버즘나무와 유칼립투스 등과 같은 수입종들이 길이나 마을, 시골의 사유지(에스탄시아) 등에 자란다. 유일한 팜파스 원산지의 나무는 피토라카이다. 팜파스 토양의 표면은 진한 검은색으로 주로 흔히 부엽토로 알려진 몰리솔로 되어있다. 이것은 이 지역을 세계에서 가장 생산적인 농업지로 만들었지만 또한 상업적 농업으로 인해 이 지역의 본래 생태계를 심하게 훼손시키는 원인이 되기도 한다. 비가 적게 오는 서쪽의 팜파스는 건조팜파스로서 짧은 풀이 자라는 평원이거나 스텝지역이다. 29개의 국립공원이 있다.
대부분의 파타고니아는 안데스산맥에 의한 비그늘이 형성되어 건조한 지역에 맞는 식물군들이 존재한다. 이 지역의 토양은 딱딱하고 바위가 많아 강이나 계곡 근처를 제외하고는 대부분의 땅에서 농사를 짓는 것이 불가능하다. 파타고니아의 서쪽과 티에라델푸에고섬에는 침엽수림과 활엽수림 등이 있다.
쿠요에는 가시가 있는 식물이나 다른 건조지역에 사는 식물들이 풍부하다. 강을 따라서는 몇몇 종의 나무와 풀들이 자란다. 이 지역의 조건은 포도가 자라기 적합한 조건이다. 아르헨티나의 북서쪽은 다양한 종의 선인장이 존재한다. 약 4000m의 고도의 지역에는 초목이 자라지 않는다.

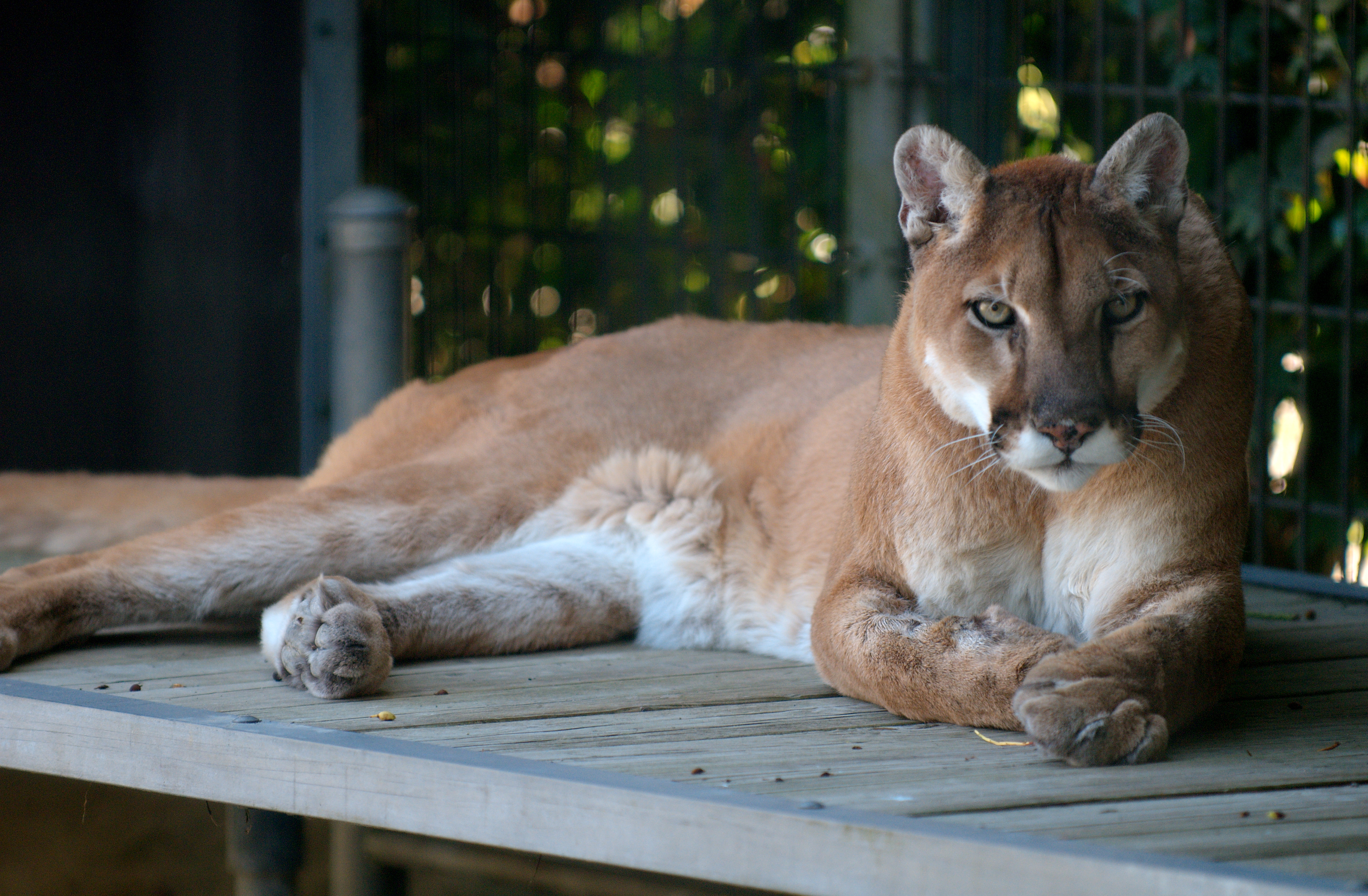
아르헨티나 북서쪽에 서식하는 퓨마

북쪽의 아열대 지역에는 많은 종의 동물들이 서식하고 있다. 재규어, 퓨마, 오셀롯 등의 고양이과 동물들, 고함원숭이와 같은 영장류, 악어와 같은 거대한 파충류 등이 서식한다. 맥, 페커리, 카피바라, 들개 등과 다양한 종의 거북 등도 서식하고 있다. 다양한 종의 조류 역시 서식하고 있는데, 특히 벌새, 홍학, 큰부리새, 제비 등을 꼽을 수 있다.
아르헨티나 중부의 초원에는 큰개미핥기, 아르마딜로, 팜파스 고양이, 갈기늑대, 마라, 기니피그 등의 포유류와 레아가 서식한다. 매와 왜가리과의 새, 그리고 티나무 역시 이 지역에 서식하고 있다. 팜파스 사슴, 팜파스 여우 등도 서식한다. 이들 중 몇몇 종들은 파타고니아에도 서식하고 있다.
서쪽의 산지에는 다른 동물들이 산다. 라마나 구아나코, 비쿠냐 등의 남미의 특징적인 종들이 서식한다. 또한 여우나 비스카차, 안데스 고양이, 그리고 아메리카의 날 수 있는 새중에서 가장 큰 안데스콘도르 등 역시 서식한다.

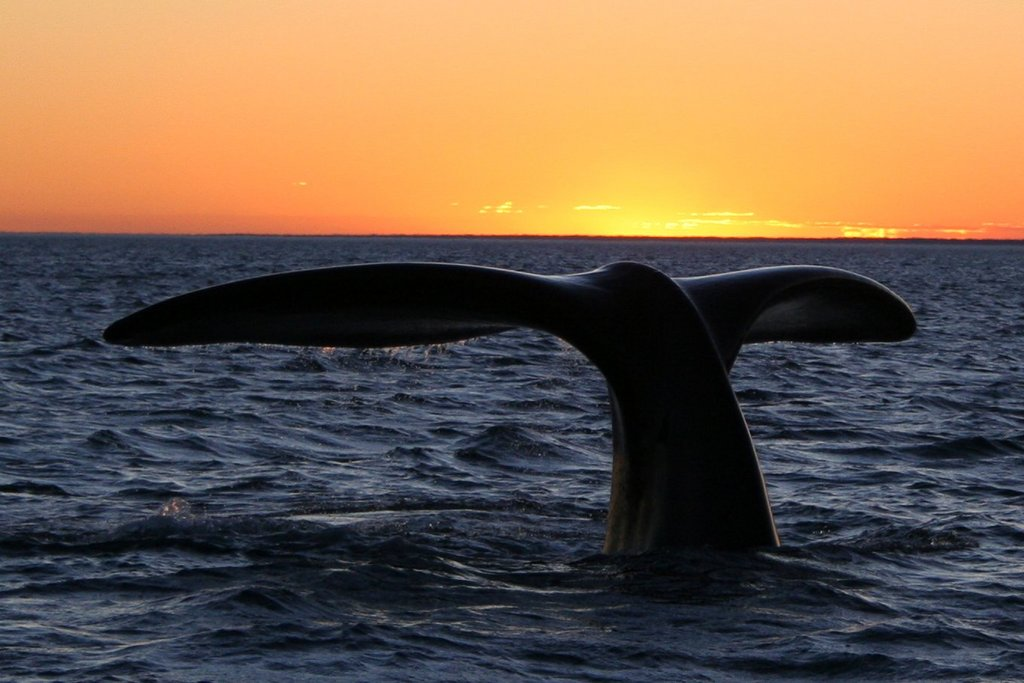
남방참고래

아르헨티나 남부는 퓨마, 안데스 사슴, 푸두(세계에서 가장 작은 사슴), 그리고 도입종인 멧돼지 등의 서식지이다. 파타고니아의 해안가에는 코끼리물범, 물개, 바다사자, 그리고 다양한 종의 펭귄 등이 서식한다. 조금 더 남쪽은 가마우지가 있다.
아르헨티나의 영해에는 돌고래, 범고래, 그리고 남방참고래와 같은 고래 등 다양한 바다생물들이 서식하고 있다. 정어리, 만새기, 연어, 그리고 상어 등의 바다물고기가 서식하고 또한 티에라델푸에고섬에는 오징어와 같은 것도 서식한다. 아르헨티나의 강과 개울에는 다양한 종의 송어 역시 서식한다. 보아나 매우 독성이 강한 살모사 등도 서식한다. 1928년 조사 이후 호르네로가 아르헨티나의 국조로 선정되었다.

## 역사

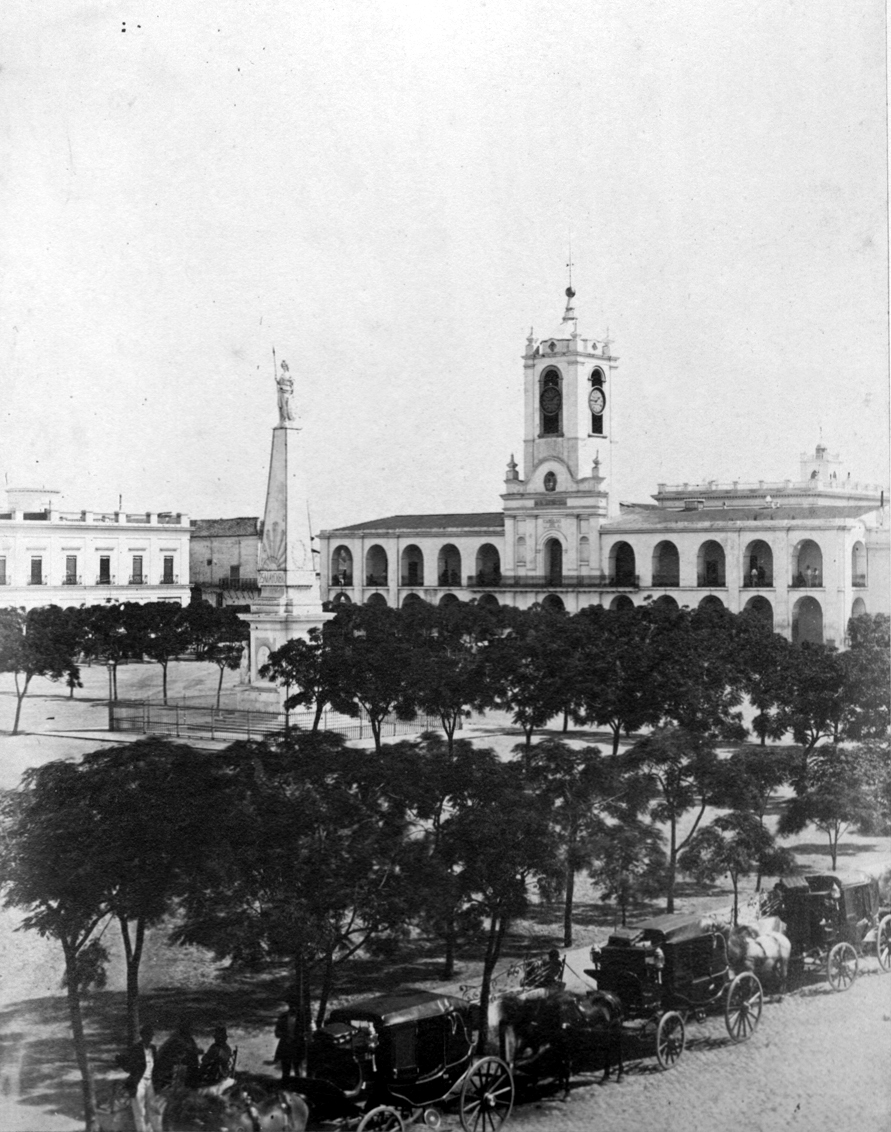
부에노스 아이레스 카빌도. 독립 선언으로 이어지는 1810년의 결의 장면

### 콜럼버스 이전 시대

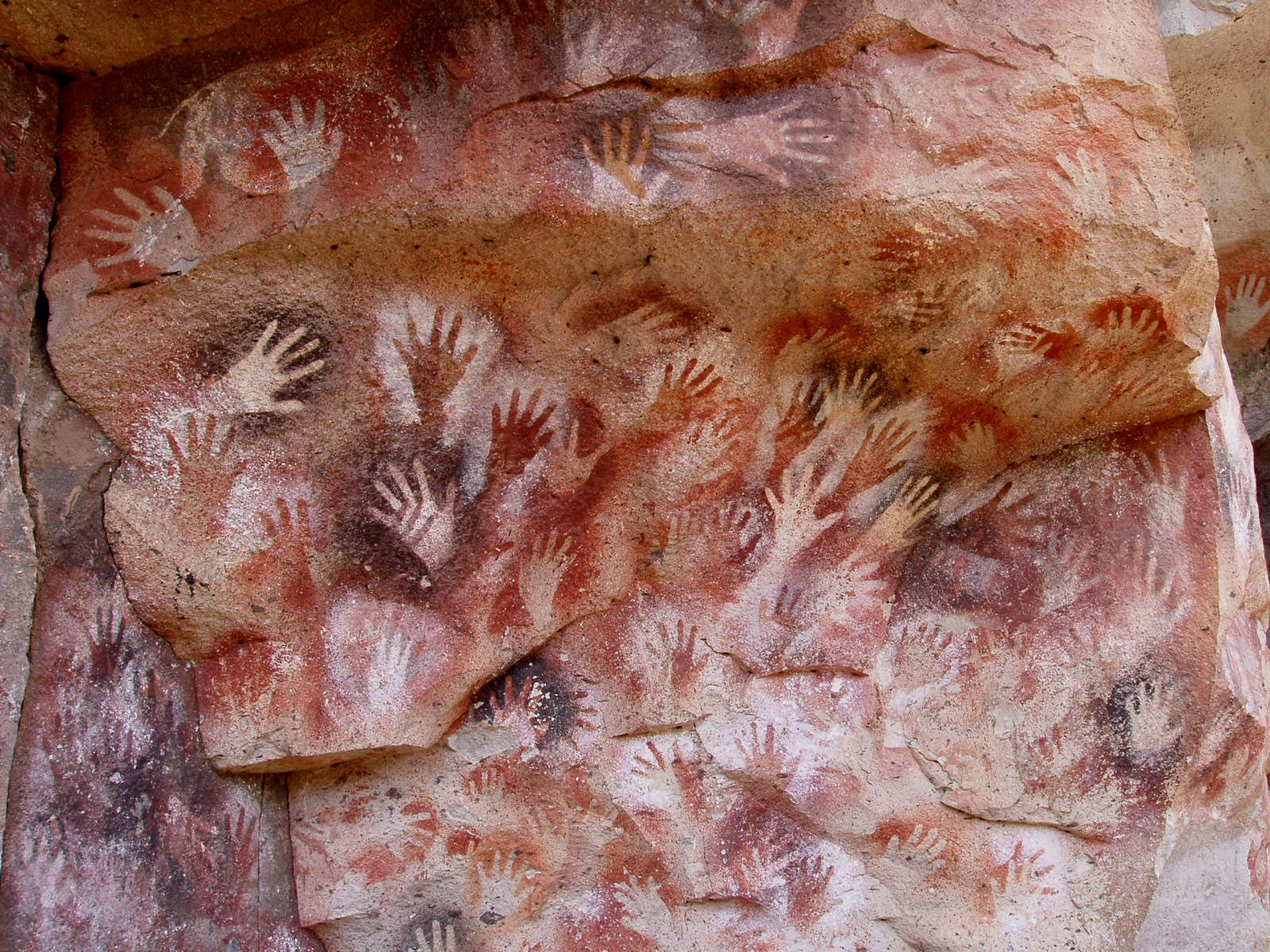
아메리카 지역의 원주민들이 살았던 가장 오래된 증거중 하나인 리오 핀투라스 암각화

아르헨티나에 최초로 인간이 정주한 증거는 파타고니아에서 발견되며 기원전 11,000여년으로 거슬러 올라간다. 이 지역에는 국가 없이 인디오들이 부족을 이루며 살고 있었는데, 파차쿠텍 왕이 통치하던 잉카 제국은 1480년에 공격을 시작하여 오늘날의 아르헨티나 북서부를 정복해서 코야수유 지역에 포함시켰다. 과라니족들은 유카, 고구마, 예르바 마테 농업을 발전시켰다. 중부와 남부 지역(팜파스와 파타고니아)은 유목민들이 지배했으며 17세기에 마푸체인들이 통일시켰다.

### 식민 시대

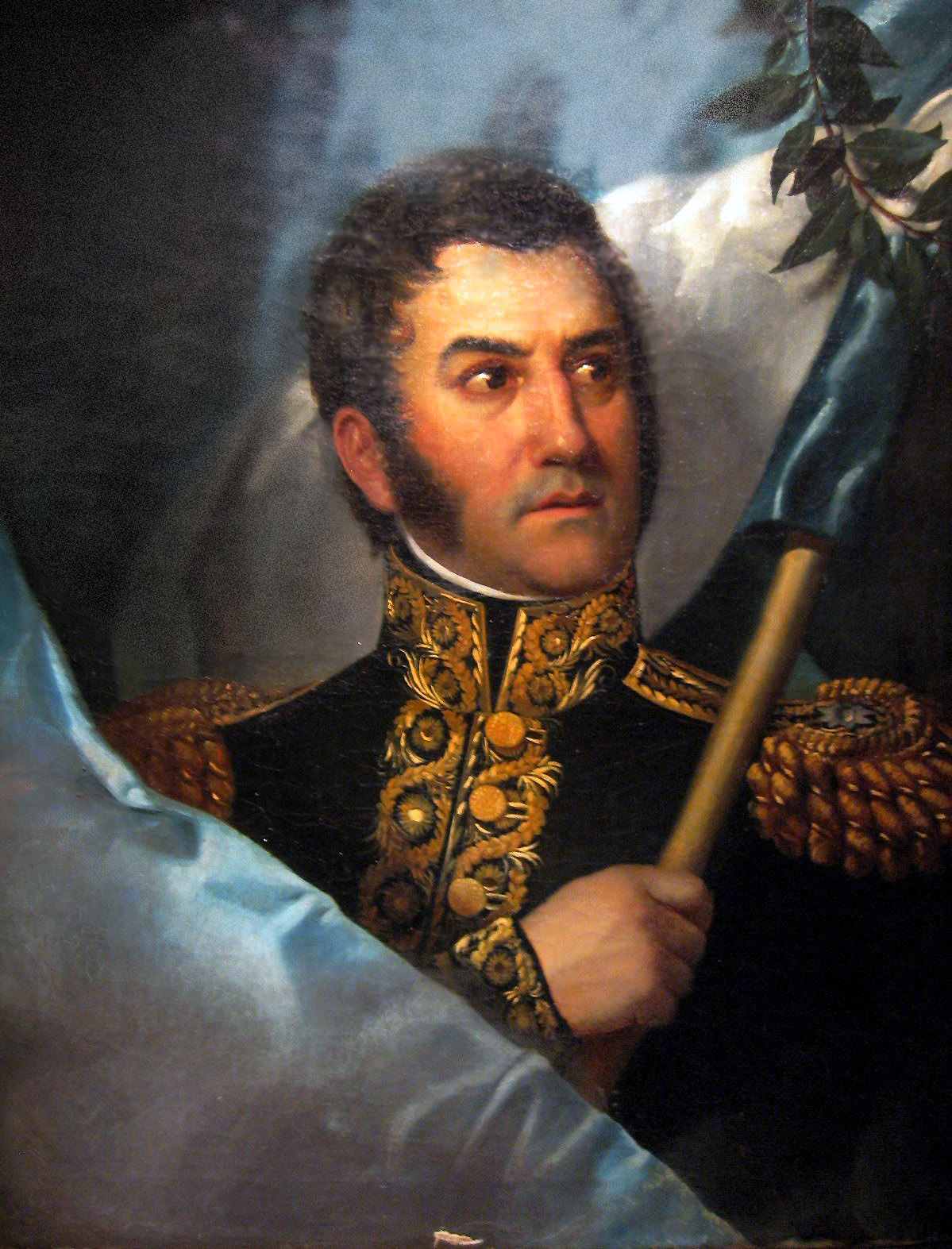
호세 데 산 마르틴 장군. 아르헨티나와 칠레, 페루의 해방자

1516년 이 땅에 유럽인들이 들어왔다. 스페인은 1542년, 남아메리카 대부분을 아우르는 페루 부왕령을 설립했다. 그들이 현재 아르헨티나 지역에 처음 정착한것은 1527년 파라나강 근처의 지역이었다. 그들은 1536년 부에노스아이레스에 처음 영구 식민지를 건설했으나, 원주민들에 의해 파괴되었다. 스페인은 1580년 부에노스아이레스에 영구 식민지를 다시 건설하였다.
이 지역은 주로 스페인 이민자들과 크리오요라는 그들의 후손과 메스티소, 토착민과 아프리카 노예의 후예들의 나라였다. 식민 시대 정착민 중 1/3은 부에노스 아이레스나 다른 도시에 모여 살았으며, 나머지는 가우초라 하여 팜파스에서 살았다. 나머지 지방에는 원주민들이 살았고, 파타고니아와 그란차코의 대부분 지역은 원주민 지배하에 남았다.
1776년, 전의 페루 부왕령의 영토였던 지역에 부에노스아이레스를 수도로 하여 리오 데 라 플라타 부왕령이 설치되었다. (이 영향으로 스페인어가 아르헨티나의 공용어로 쓰이고 있고 기독교(로마 가톨릭교회)가 주요한 종교이다.) 영국이 1806년~1807년에 부에노스 아이레스에 두 번 침공했으나 후에 대중적 지지를 얻어 총독이 되는 프랑스 장교 산티아고 리니에르에 의해 두번 다 저지당했다.

### 독립
1808년 나폴레옹이 스페인을 침공하여 왕위를 찬탈한 후 친형 조제프를 국왕으로 임명한다. 이 사건의 실체가 아르헨티나로 전해지자 1810년 5월 25일에 부에노스 아이레스 시민들은 1차 의회(First Government Junta, 5월 혁명)을 조직했다. 현재의 아르헨티나를 이루게 되는 두 나라가 생겼는데, 남아메리카 합주국(1810년)과 자유 연맹(1815년)이었다. 다른 주들은 자치론자와 중앙집권론자들의 견해 차로 통합 국가에 귀속되는데 시간이 걸렸다. 파라과이는 1811년 독립을 선언하며 분리했다.

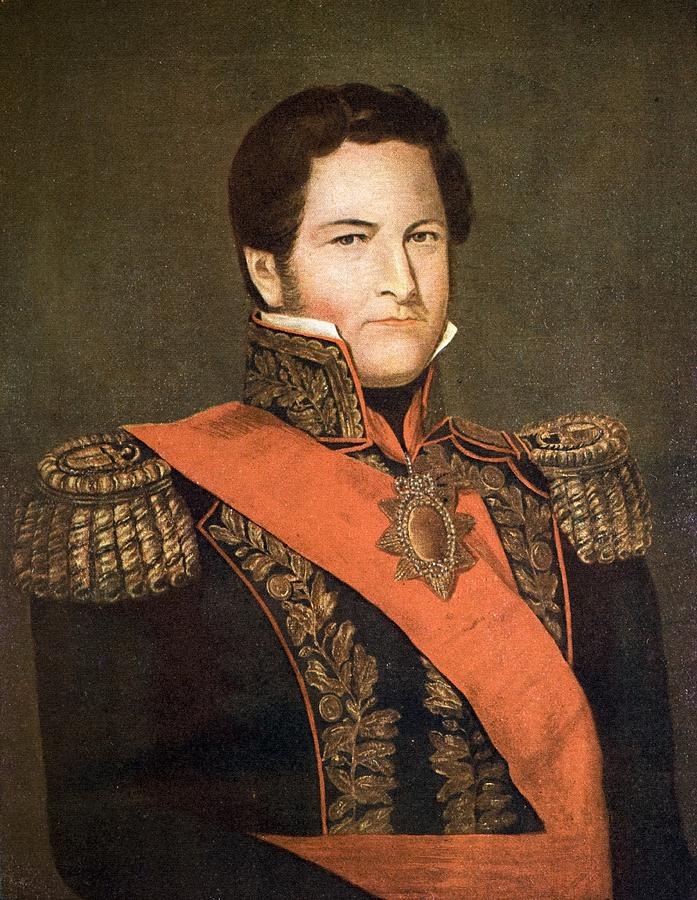
후안 마누엘 데 로사스. 1829년~1852년 집권.

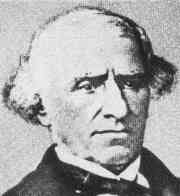
달마시오 벨레스 사르스필드. 그의 1869년 민법은 아르헨티나 법 제도의 초석을 놓았다.

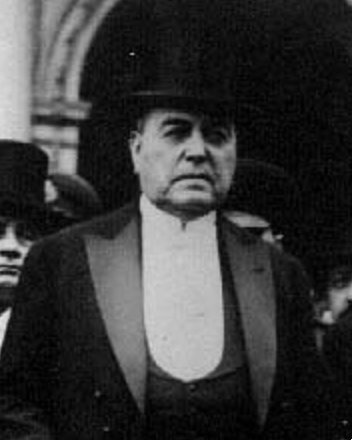
이폴리토 이리고옌 대통령. 1928년 끈기 있는 활동가로 (남성) 보통 선거를 관철하여 공화국의 첫 민선 대통령으로 선출되었다.

호세 데 산 마르틴이 1814년에서 1817년 사이에 군사 작전을 지휘하면서 점차 독립은 현실이 되었다. 아르헨티나 사람들은 산 마르틴을 국가 독립 영웅으로 추앙하고 있다. 산 마르틴과 그의 군대는 1817년 안데스를 넘어 칠레와 페루의 왕당파를 무찔러 독립을 공고하게 다졌다. 1816년 7월 9일 투쿠만 의회가 소집되어 스페인에서 공식적으로 독립을 선언했다. 1820년 자유 연맹(Liga Federal)은 남아메리카 통합주 군대와 브라질에서 온 포르투갈 군대의 공격으로 무너졌으며, 이 주는 남아메리카 통합주로 귀속되었다. 1825년 볼리비아가 독립을 선언했고, 1826년에 아르헨티나는 브라질로부터 독립을 시도하는 시스플라티나주를 적극적으로 지지한 결과 당시 브라질의 속주였던 시스플라티나주의 독립을 막으려는 브라질과 무력으로 충돌하여 전쟁을 하기에 이르렀다. 이것이 아르헨티나-브라질 전쟁이었다. 1828년에는 아르헨티나-브라질 전쟁이 정전을 맺고 그 결과 시스플라티나주가 우루과이라는 이름으로 독립했다. 이 정전으로 부에노스아이레스주 총독 후안 마누엘 데 로사스가 부상했는데, 연방주의자인 그는 공포 정치를 펴고 불안한 연맹을 계속 유지했다.

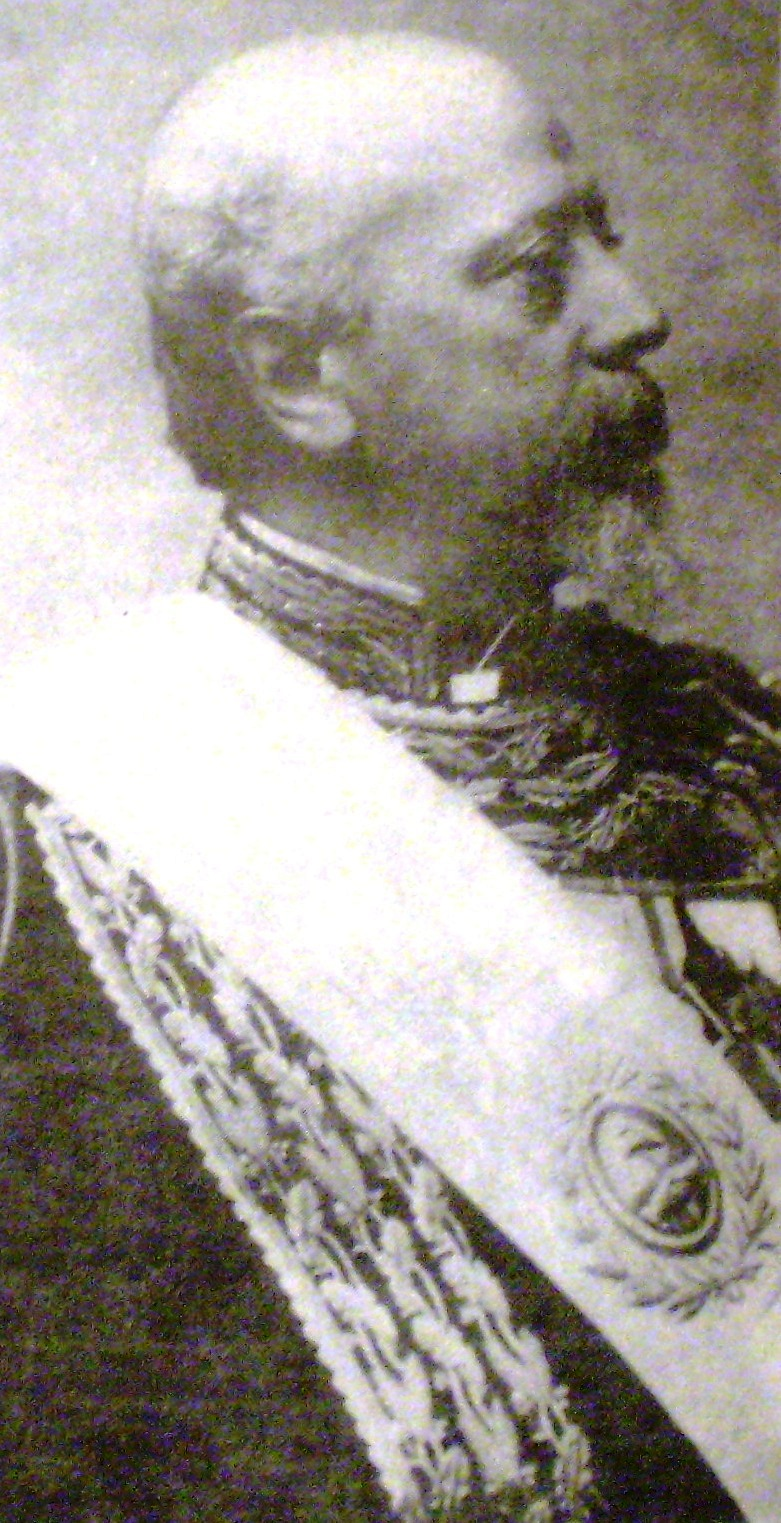
훌리오 로카 대통령. 1880년에서 1906년까지 정계를 지배했다.

1852년 로사스 총독이 축출되자 중앙집권당(Unitarios)과 연방주의자(Federales) 사이에 치열한 싸움이 벌어졌는데 이는 결과적으로 미래의 내분을 미리 막게 된다. 1853년 헌법이 통과된다. 이것은 법학자 후안 바우티스타 알베르디가 초안을 썼으며, 프란체스코회 수사 마메르토 에르키우가 설교를 통해 헌법과 국가 통합을 변호했으며, 처음 몇 년간 어려운 시기를 맞았으나, 1865년 전쟁으로 국가 통합이 강화되는 결과를 낳았다. 대신 그 전쟁으로 파라과이를 멸망 위기까지 몰고 갔다.

### 현대 아르헨티나의 등장 과정
1870년대부터 해외 투자와 이민자들이 밀려 들어오며 농업 등이 근대적으로 발전했고 아르헨티나 사회와 경제 새롭게 재편되어 국가 통합이 강화되었다. 그러나 1870년대 "사막의 정복" 남부 팜파스와 파타고니아의 토착 부족들을 탄압하여 1,300여명의 토착민이 사망했다.
1880년과 1929년 사이 아르헨티나는 경제 성장을 계속하여 당시 세계적으로 부유한 10개국 중 한 곳이었으며 농업 수출 경제로 이익을 보았다. 이민자들이 늘고 사망률이 떨어지면서 아르헨티나 인구는 5배로 늘었고, 경제는 15배로 확대되었다.
국민자치당은 비민주적으로 아르헨티나 정치를 지배했으나 1912년 로케 사엔스 페냐 대통령이 남성 보통 선거와 비밀 선거를 법제화했다. 그리하여 그들의 전통적인 정적인 중앙집권론자 급진 시민 연맹이 1916년 아르헨티나 첫 자유 선거에서 승리했다. 이폴리토 이리고옌 대통령은 사회 경제 개혁을 추진하고 가족농과 소상인 지원을 확대했다. 그러나 세계 대공황의 여파로 1930년 군부는 그를 축출했다. 그리하여 십 여년간 보수주의자의 지배가 시작되었으며 경제 정책을 보호주의로 선회했다. 아르헨티나는 제1차 세계대전때 중립을 지켰고, 제2차 세계대전 때도 대체로 그런 태도를 보였으며, 연합국의 식량 공급처가 되었다.

### 페론에서 군사독재까지

#### 페론정부
1946년 후안 페론이 대통령이 되면서 정치적 변화가 일어났다 그는 사회 및 교육 정책을 폈으며, 노동조합에 가입한 조합원의 수가 늘어나서 노동자 계급이 성장하였다. 그의 아내 에바 페론("에비타"로 잘 알려졌다.)은 페론의 두 번째 임기까지 영부인으로 중요한 역할을 했다. 그녀는 페론의 성공으로 노동자 계급 사이에서 거물이었다. 1947년 그녀는 에바 페론 재단을 설립하여 사회 복지를 실시했다.

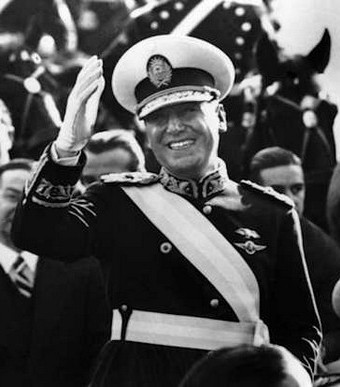
후안 페론 대통령(1946년)

이것은 아르헨티나 최초로 정부가 사회복지에 관심을 두게 된 사건이었으며, 기존의 과두정치와는 양립할 수 없는 것이었다. 에비타는 무뚝뚝한 페론과 그의 지지자 사이의 "사랑의 다리"로 여겨졌다. 그녀는 여성 참정권을 얻어냈으며, 페론주의 여성당을 창립하기도 했다. 페론의 두 번째 임기까지 그의 경제학자들은 산업과 도시 발전을 장려했다. 1952년 에비타가 33살의 나이로 죽자 페론 행정부는 점차 아르헨티나의 주요한 종교인 로마 가톨릭교회와 자신의 정치운동 사이의 갈등으로 곤란에 처했다. 1955년 쿠데타가 일어나 스페인으로 망명했다.

#### 일리아
1963년 아르투로 일리아가 대통령에 선출되어 경제를 발전시키기 위해 노력했다. 경제적 번영에도 불구하고 그가 페론주의자들을 정계에 끌어들이려 하자 군부는 1966년 쿠데타로 대통령을 축출했다.

#### 페론의 재집권
억압적인 군부독재정권은 국내 개발과 공공 사업에 대한 투자를 장려했다. 1975년에 경제는 매우 발전했고 빈곤은 7%나 떨어져 낮은 수준이었다. 부분적으로 군부 독재정권의 억압에 대한 저항으로써 정치적 소요가 확대되자 망명지에서 페론은 능란하게 학생과 지식인으로 구성된 시위대를 동원해서 결국 군사 정권은 1973년 자유 선거를 요구하게 되었으며, 페론은 스페인에서 다시 돌아와 대통령이 되었다. 그러나 페론은 1974년 7월에 죽고, 그의 셋째 부인이자 부통령 이사벨 페론은 남편의 뒤를 승계했다. 이사벨 페론은 페론주의자 파벌 사이의 타협으로 선택된 것이었다. 좌우익 극단주의자 사이의 폭력 사태와 재정위기가 일어나자 1976년 3월 24일 군사 쿠데타로 이사벨도 축출됐다.

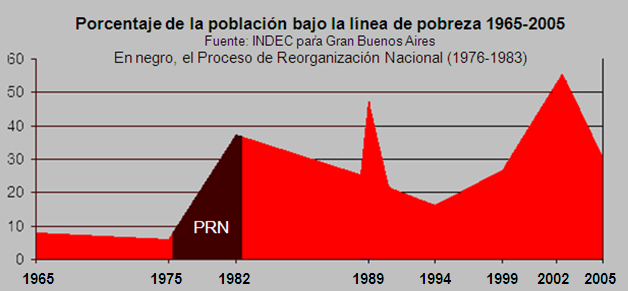
군사정부(PRN) 통치 기간 동안 아르헨티나의 빈곤율(Porcentaje de la población)이 폭증했다. - 아르헨티나 국립통계센서스연구소(Indec)

##### 군사정권
군사정권은 스스로를 국가 재건 과정이라고 불렀는데, 군사정권은 쿠데타를 일으킨 다음 불법적인 수단을 동원하여 반대파를 탄압(일명 더러운 전쟁)했다. 군부독재정권 당시 아르헨티나 비밀정보국은 칠레 비밀경찰 및 미국 중앙정보국과 협조하여 콘도르 작전을 수행해 수천명의 반체제 "행방불명자"가 생겼다.
1976년 쿠데타로 집권한 아르헨티나 군사정권(일명 국가 재건 과정)은 여러 복잡한 경제 문제를 남기고 물러났다. 1976년 군사정권이 중화학 공업 육성정책을 본격화하면서 성급하게 자본 및 수입자유화를 실시하여 외채가 1975년 78억달러에서 외채가 1983년에는 450억달러로 늘어났다. 외채 상환을 위해 다시 외채를 끌어들이는 악순환은 이때부터 시작됐다. 군사정권은 노동법 개정, 노조탄압, 최저임금 폐지를 통해 해고를 자유롭게 하도록 허용하고 임금을 대폭 하락시켰다. 1970년을 기준으로 실질 임금을 100이라고 하면, 1975년에는 124로 상승했지만, 1976년에는 1년만에 30년 이래 최저 수준인 79까지 떨어졌다. 이로 인해 국민의 생활 수준이 하락하여 군사정권 말기에 빈곤율이 40%, 실질실업률은 18%까지 치솟았다.
국민들은 군사정권에 저항했고 1982년 군사 정부가 영국과 포클랜드 전쟁을 벌이다 패하자 신뢰를 잃고 1983년 민정 이양이 이뤄지고 선거를 치르게 된다. 이 과정에서 로베르토 에두아르도 비올라부터 레이날도 비그노네에 이르기까지 2년(1981년 ~ 1983년)밖에 안되는 짧은 기간 동안 4명의 대통령이 거쳐갔을 정도로 이 시기 아르헨티나의 정치는 매우 혼란스러웠다.

### 민주화 이후

#### 알폰신
라울 알폰신 정부는 "행방불명자"를 찾는 작업에 착수했으며, 군대에 대한 민간의 통제 및 민주적인 통합 조직을 세웠다. 군사독재정권 출신자들은 고발되어 종신형을 선고받는 처벌을 받았다. 그러나 과거 정권이 떠안은 외채는 그대로 남아 국제통화기금과 개인 채권자들은 아르헨티나 경제에 몇몇 조건을 내렸으며, 국가는 우선 공공 사업과 국내 신용을 희생하고 외채를 갚아야 했다. 알폰신은 경제 악화를 해결하지 못하여 대중의 지지를 잃었다. 뒤이어 갑자기 닥친 1989년 통화 위기로 물가는 15배나 껑충 뛰었으며, 그는 5개월 일찍 대통령직에서 사임했다.

#### 메넴
새로 대통령에 선출된 카를로스 메넴은 사유화 정책을 펴기 시작했으며, 1990년에 두 번째 하이퍼인플레이션 이후 경제학자 도밍고 까발로를 기용하여 1991년 페소화 환율을 달러화에 고정시켰으며, 시장 기반의 정책을 추진해 사유화 정책에 박차를 가하는 동시에 무역 장벽과 기업 규제를 철폐했다. 이런 개혁 덕분에 1990년대 거의 내내 물가 안정을 이루면서 투자와 성장 확대를 이끌었다. 그러나 페소화는 시장에 달러화가 밀려들어와 제 가치를 유지하지 못했으며, 외채가 다시 늘어나는 결과를 낳았다. 1998년 일련의 국제 금융 위기가 닥치고 고정 페소화가 지나치게 고평가되면서 점차 경제 위기로 빠져들었다. 경제 안정에 대한 기대는 갑자기 무너졌으며, 그의 임기말인 1999년 누적된 문제들과 부패 보고로 메넴은 인기를 잃었다.

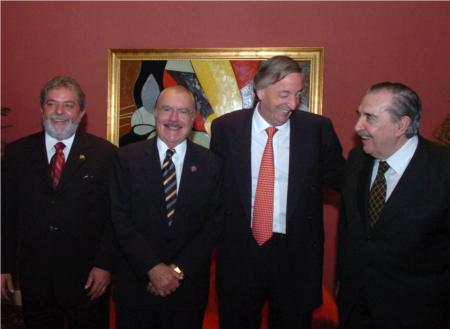
브라질 대통령 루이스 이나시오 룰라 다 시우바(2003~)와 호세 사르네이(1985-90)가 아르헨티나 대통령 네스토르 키르츠네르(2003-07)와 라울 알폰신(1983-89)과 다시 만났다.

#### 루아
후임 대통령 페르난도 데 라 루아는 카를로스 메넴정권의 만성적인 재정 적자와 악화된 수출 경쟁력을 물려받았다. 정치 연합은 균열을 보이기 시작했고, 카바요가 다시 경제 장관으로 돌아오자 이는 금융 파생상품 시장에 의한 위기로 해석되었다. 이에 맞불로 카바요는 결국 자본 이탈 흐름을 막고 긴급한 채무 위기를 막을 수밖에(은행 계좌를 동결하며 정점을 이루었다) 없었다. 그러나 대중의 불만은 계속되었고 2001년 12월 20일 아르헨티나는 1890년 대불황 이래 최악의 사회 및 경제 위기에 봉착했다. 거리에선 폭력 시위가 일어났고 경찰과 충돌하여 사망자가 발생했다. 시위 군중 사이로 점차 "모두 꺼져라"라고 외쳤으며, 결국 데 라 루아 대통령도 사임하게 된다.

#### 두알데
아르헨티나는 2주 동안 세 명의 대통령을 갈아치웠으며, 2002년 1월 2일 입법 의회가 에두아르도 두알데를 임시 대통령으로 임명하면서 극에 달했다. 아르헨티나는 해외 채무에 대해 채무 불이행(default)를 선언했으며, 11년간 지속된 페소화의 달러화 연동은 폐지되었고, 이로써 페소화가 크게 절하되고 인플레이션을 막았다. 중도 좌파 성향의 페론주의자 두알데는 2002년 말까지 실업률이 25%에 이르고 실질 임금이 지난 60년간 최저치를 보이면서 금융 및 사회경제 위기에 봉착했다. 이 위기로 대중은 정치인과 제도를 더욱 불신하게 되었다. 이듬해 시위가 득세했고, 경제는 2002년 말부터 안정되기 시작했으며 그해 12월 은행 인출 제한이 해제되었다.

#### 키르츠네르

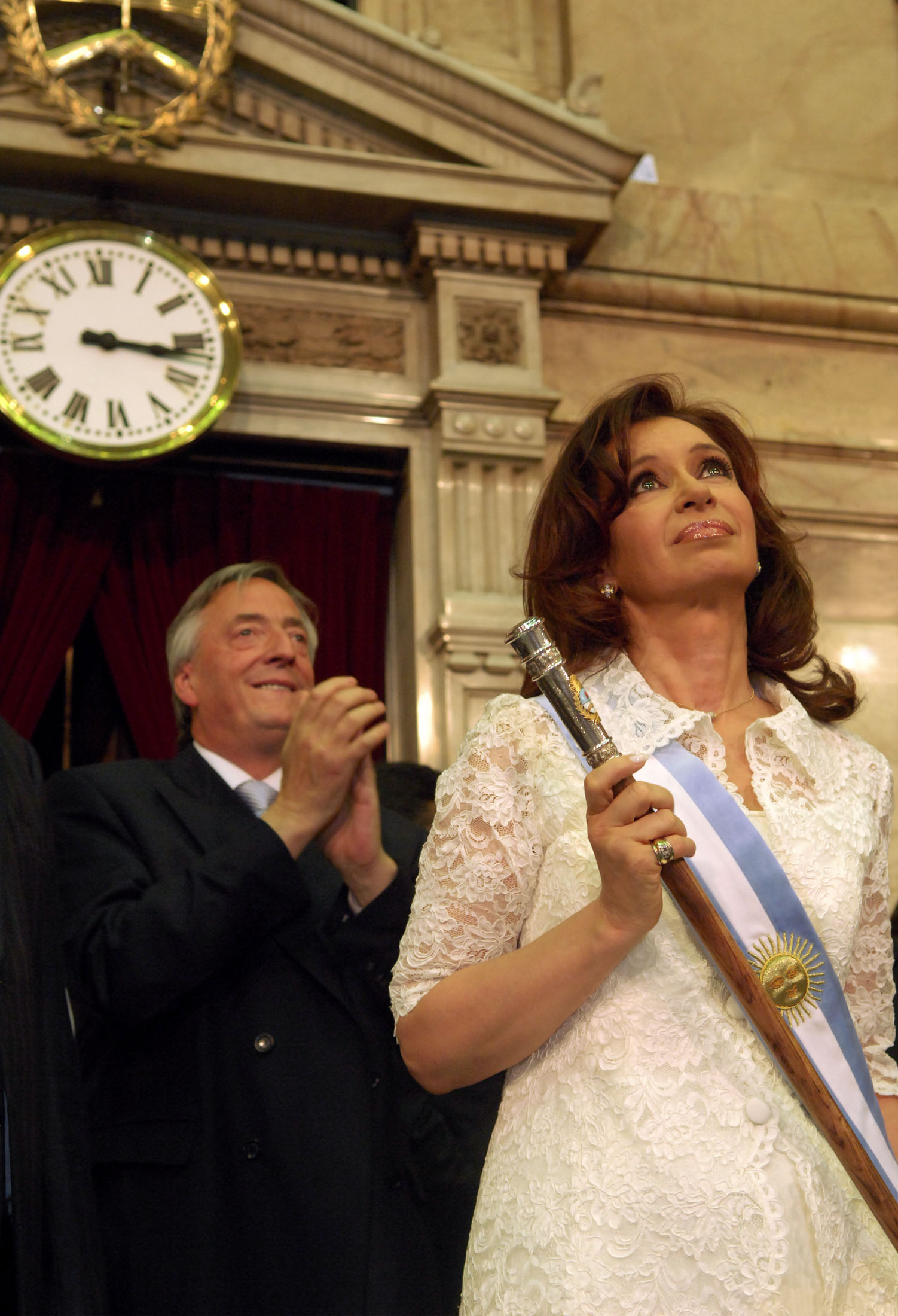
크리스티나 페르난데스 데 키르츠네르 대통령. 2007년 12월에 취임했다.

2003년 5월 자유사회주의 페론주의자 네스토르 키르츠네르 산타크루스 주지사가 대통령에 선출됐다. 환율의 평가절하 정책 덕택에 정부는 산업 부흥했으며, 수입대체(import substitution)와 수출 증가에 기반을 둔 새 정책을 실행했고, 재정과 무역 면에서 안정적으로 흑자를 보였다. 키르츠네르 시기에 아르헨티나는 대부분의 채권에 높은 할인율(약 66%)로 채무 재조정을 했다. 또한 2005년 국제통화기금에 대한 모든 외채를 갚았다. 공익 사업을 재조정하고 90년대 민영화된 기업 중 일부를 국유화했다. 그의 경제부 장관인 로베르토 라바냐는 강력한 소득 증진 정책과 공공 사업 투자를 추진했다. 그리하여 아르헨티나는 경제위기에서 벗어나 경제 성장을 계속 하게 되었다. 그리고 추후 아르헨티나는 G20회원국이 되었다.
네스토르 키르츠네르가 2007년 대선에 출마하지 않는 대신, 그의 부인인 크리스티나 페르난데스 상원의원이 출마하여 당선됐다. 페르난데스는 아르헨티나 역사상 직접 선거로 뽑힌 첫 번째 여성 대통령이 됐다. 여당인 승리를 위한 전선은 대통령 선거와 함께 치러진 총선과 지방선거에 승리해서 의회를 다수를 차지했다. 페르난데스 대통령은 농업 수출세 인상 계획을 펴려고 하자, 2008년 3월부터 7월까지 농업인들이 대규모 시위를 벌이며 직장폐쇄로 반발했다. 2008년 7월 16일 부통령 훌리오 코보스는 의회의 가부 동수(同數) 결과에서 상원의장으로서 여당에 반대표를 던져서 대통령의 정책을 좌절시켰다. 2008년 10월 세계 금융 위기가 닥치자 크리스티나 페르난데스 대통령은 남편의 정책대로 국가가 직접 경제에 개입했다. 2009년 6월 총선에서 집권연합 승리를 위한 전선이 패해 과반수를 잃었다. 2009년 10월 아르헨티나 상하원은 야당의 반대에도 불구하고 1개 업체가 소유할 수 있는 방송 면허의 수를 제한하는 것을 주요 내용으로 하는 미디어 개편법안을 통과시켰다. 이 미디어 개편법안에 대해 정부와 대립각을 세워온 클라린을 겨냥했다는 평가도 있다.

## 인구 현황

### 현재 수치
아르헨티나 통계 및 인구조사국(INDEC)의 2001년 인구조사를 보면 아르헨티나의 총 인구는36,260,130명이다. 남아메리카에서는 3위이며, 전 세계로는 30위에 해당한다. 전 세계적으로 8위의 면적을 자랑하는 국토를 보유한 나라 치고는 인구가 너무나 적은 나라이기도 하다. 2008년에는 40,482,000으로 늘었다. 이 나라의 인구밀도는 1평방킬로미터당 15명으로 전 세계 평균 50명보다 낮다. 인구 분포는 편중되어 있으며, 수도 부에노스 아이레스의 인구 밀도는 1평방킬로미터당 14,000명이 넘는데 비해 산타 크루스 주는 1평방킬로미터당 1명도 채 안된다. 1930년대 이래 적정한 출산율 덕분에 아르헨티나는 라틴 아메리카에서 유일하게 순 이민율이 양수(+)인 나라로 해마다 +0.4%로 순수 이민자가 들어온다.

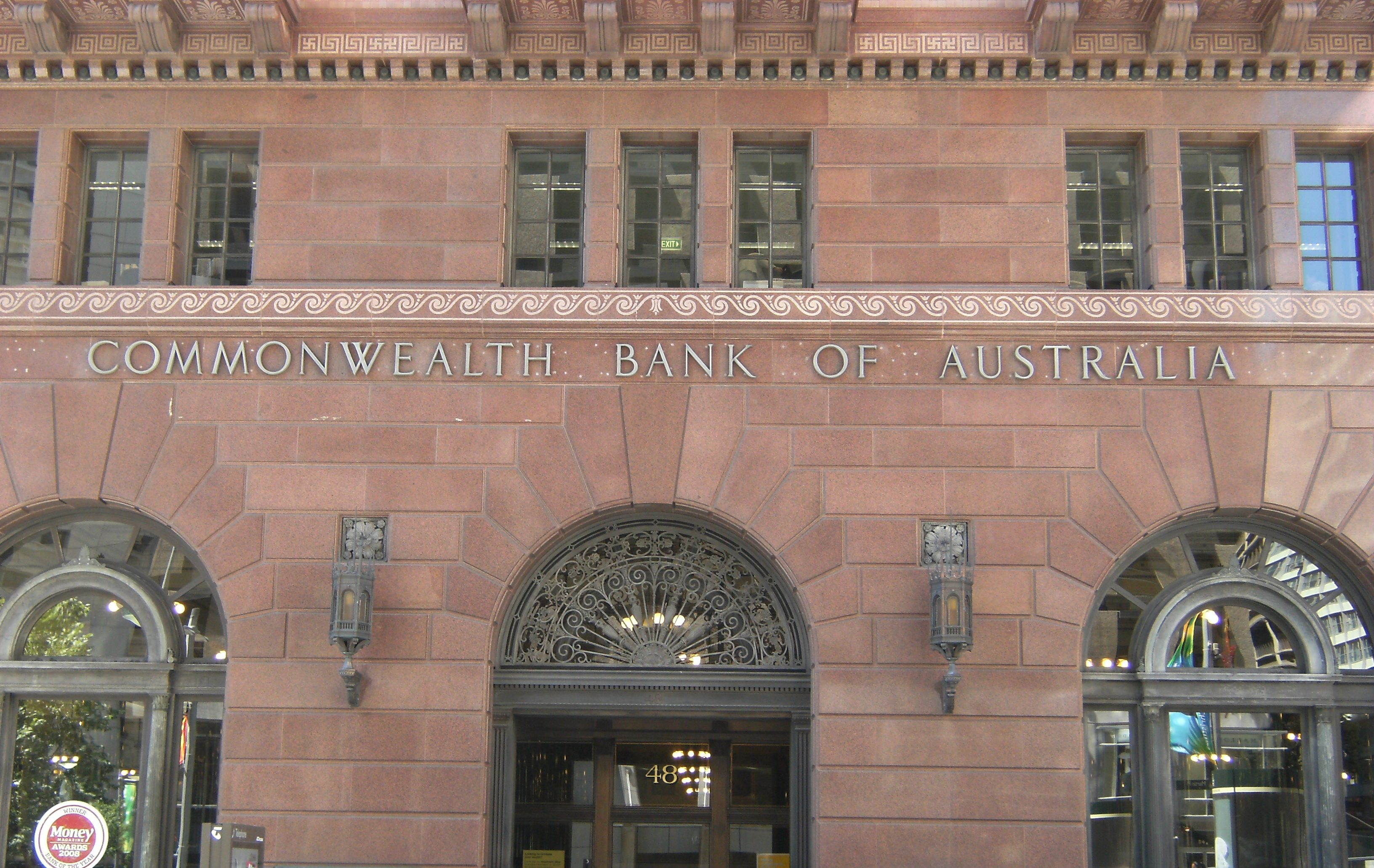
코르도바 시청

지역별 인구
| 순위 | 도시                         | 주                                       | 인구       | 지방            |
| ---- | ---------------------------- | ---------------------------------------- | ---------- | --------------- |
| 1    | 부에노스아이레스             | City + 31 partidos in 부에노스아이레스주 | 12,789,000 | 팜파스          |
| 2    | 코르도바                     | 코르도바주                               | 1,372,000  | 팜파스          |
| 3    | 로사리오                     | 산타페주                                 | 1,242,000  | 팜파스          |
| 4    | 멘도사                       | 멘도사주                                 | 885,000    | 쿠요            |
| 5    | 산미겔데투쿠만               | 투쿠만주                                 | 789,000    | NOA (northwest) |
| 6    | 라플라타                     | 부에노스아이레스주                       | 732,000    | 팜파스          |
| 7    | 마르델플라타                 | 부에노스아이레스주                       | 604,000    | 팜파스          |
| 8    | 살타                         | 살타주                                   | 516,000    | NOA (northwest) |
| 9    | 산타페                       | 산타페주                                 | 493,000    | 팜파스          |
| 10   | 산후안                       | 산후안주                                 | 453,000    | 쿠요            |
| 11   | 레시스텐시아                 | 차코주                                   | 377,000    | 그란차코        |
| 12   | 산티아고델에스테로           | 산티아고델에스테로주                     | 357,000    | 그란차코        |
| 13   | 코리엔테스                   | 코리엔테스주                             | 345,000    | 메소포타미아    |
| 14   | 바이아블랑카                 | 부에노스아이레스주                       | 304,000    | 팜파스          |
| 15   | 산살바도르데후후이           | 후후이주                                 | 298,000    | NOA (northwest) |
| 16   | 포사다스                     | 미시오네스주                             | 287,000    | 메소포타미아    |
| 17   | 파라나                       | 엔트레리오스주                           | 268,000    | 메소포타미아    |
| 18   | 네우켄                       | 네우켄주                                 | 255,000    | 파타고니아      |
| 19   | 포르모사                     | 포르모사주                               | 229,000    | 그란차코        |
| 20   | 산페르난도델바예데카타마르카 | 카타마르카주                             | 196,000    | NOA (northwest) |
| 21   | 산루이스                     | 산루이스주                               | 192,000    | 쿠요            |
| 22   | 라리오하                     | 라리오하주                               | 172,000    | NOA (northwest) |
| 23   | 리오콰르토                   | 코르도바주                               | 161,000    | 팜파스          |
| 24   | 콩코르디아                   | 엔트레리오스주                           | 148,000    | 메소포타미아    |
| 25   | 코모도로리바다비아           | 추부트주                                 | 141,000    | 파타고니아      |

### 인종
"이민자 축제"(Fiesta del Inmigrante)에서는 19세기에서 20세기 오베라 시의 아르헨티나 이민을 기념한다. 하지만 이민자 축제 개최와는 무색하게 아르헨티나는 인종 차별이 심한 편이다. 인구 절대 다수가 백인이며 인종에 대한 우월감을 가지고 있어서 다른 나라에서 방문한 방문객들, 특히 흑인 계통이나 동남아시아 국가 사람들이 방문하면 인종 차별적인 모욕을 하기도 하며 심지어 마트 등 생필품 가계에서 물건을 계산을 안 해주는 등의 모욕을 하기도 한다.
이 때문에 영원한 우방 국가인 우루과이조차도 이러한 인종 차별 때문에 아르헨티나에 핀잔을 줄 정도이며 앙숙 관계인 브라질은 아르헨티나를 이러한 문제점을 들어 인종 차별밖에 할 줄 모르는 나라라고 비판하고 있다.
하지만 현재는 이런 일이 거의 없어졌으며 아르헨티나 원주민들이 아르헨티나 축구 국가대표팀에 진출하는 등 차별은 사실상 사라졌다.

### 이민
아르헨티나는 캐나다, 오스트레일리아, 미국과 더불어 이민자들의 나라이다.

#### 유럽계와 원주민
대부분의 아르헨티나인들은 유럽에서 온 식민시대 정착민과 19~20세기 이주민들의 후손이며, 아르헨티나 인구의 90%는 유럽계 백인이다. 이들 유럽 이민자 대다수는 이탈리아와 스페인 출신이다. 쿠오레(사랑의 학교)에 나오는 마르코 소년이 엄마를 찾아 아르헨티나를 여행한 이야기는 19세기와 20세기에 이탈리아 사람들의 이민이 많았음을 잘 말해주고 있다. 인구의 6%는 메스티소이다. 또 4%는 아랍인이나 동아시아인 후손이다. 초근 국가 인구조사에 따르면 600,000여명 (1.6%)만이 원주민이다.

#### 유럽이민의 출신지
스페인 식민자들이 처음으로 도착한 이래, 19세기 중엽부터 20세기 중엽까지 620만 여명의 유럽 이주민 이 나라로 들어왔다. 주요 출신지로는 이탈리아(피에몬테, 롬바르드, 나중에는 캄파니아, 칼라브리아), 스페인(주로 갈리시아와 바스크), 프랑스이다. 그 밖에도 아일랜드, 영국, 독일, 오스트리아, 덴마크, 노르웨이, 스웨덴, 그리스, 포르투갈 등이 있다. 러시아, 우크라이나, 벨라루스 등 동유럽이나 폴란드, 헝가리, 슬로베니아, 크로아티아, 루마니아 등 중부 유럽에서도 이민자가 왔다. 마케도니아나 몬테네그로 등 발칸 국가에서도 상당수가 왔다. 아르메니아인도 있으며, 추부트 계곡에는 웨일스인들이 큰 집단을 이루고 있다. 러시아인, 폴란드인, 프랑스인, 독일인, 이탈리아인, 에스파냐인 등은 인종적으로도 서로 섞이고 이들 중에 혼혈이 존재하기도 하는 편이다.

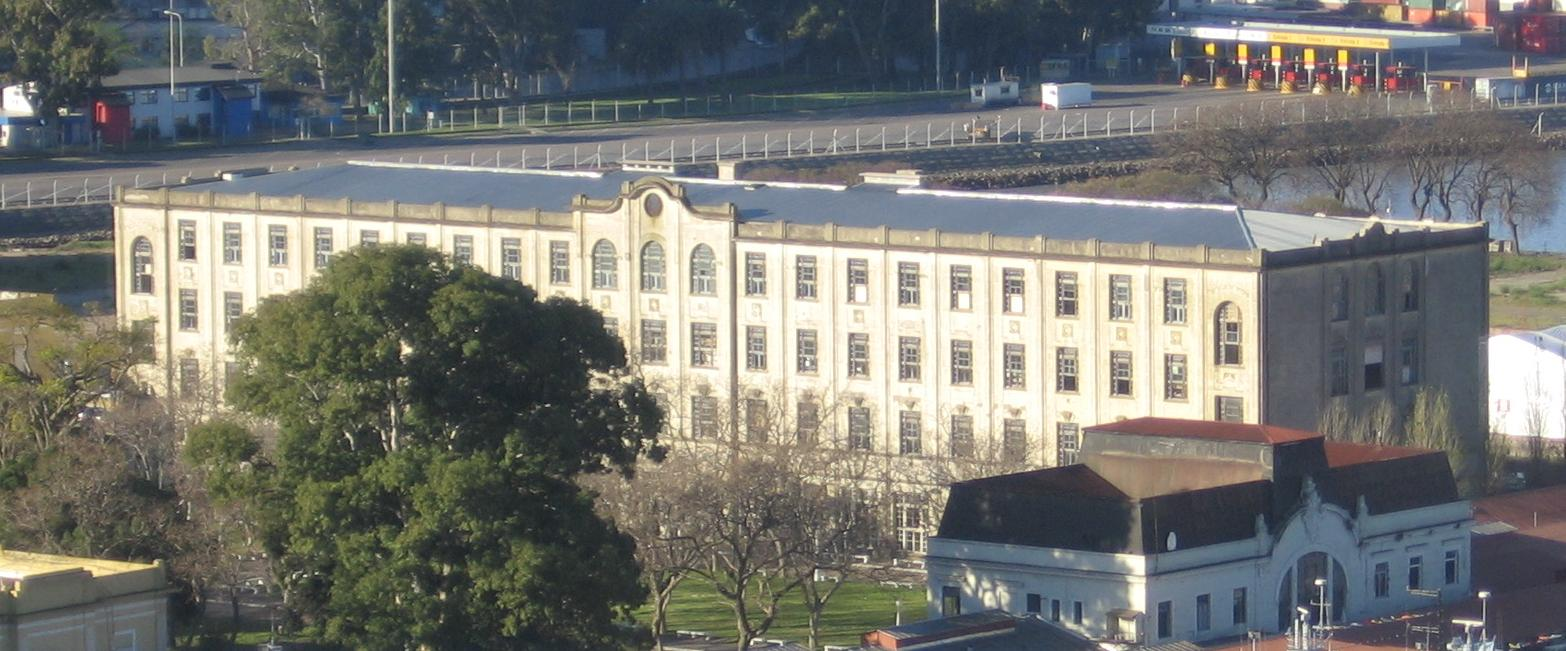
1906년에 건설되어 수많은 새 이민자를 맞아주던 "이민자 호텔"은 이제 국립 박물관이 되었다.

### 소수 민족
아직 적지만 동아시아에서 온 이주자 수도 점점 늘어나고 있으며, 주로 부에노스 아이레스에 살고 있다. 최초의 아시아계 아르헨티나인은 일본인의 후손으로 이후 한국인, 중국인, 베트남인 등이 뒤 따라서 현재 60,000명이 넘었다. 특히 한국계의 경우는 1971년 박정희 대통령의 이민장려정책에 따라 대거 유입되어 아르헨티나는 남아메리카에서 한국계가 가장 많이 사는 나라가 되었다.
아르헨티나의 유대인 집단은 대개 아슈케나짐 유대인으로 15~20%는 스파라딤으로 주로 시리아 유대인이다. 아르헨티나의 유대인 집단은 세계에서 다섯 번째로 크다.
파타고니아에는 1902년 끝난 보어 전쟁 이후 이곳으로 이주한 남아프리카 보어인의 집단이 있다. 이들은 100~120명으로 추산되며, 훌리오 로카 장군이 그들에게 할당한 땅에 아직도 살고 있다. 그들은 주로 농촌에 살고 있다.
아랍 출신의 집단도 많은데, 레바논이나 시리아에서 온 사람들이다. 대부분은 동방 정교나 마론파 신도로 유대인이나 무슬림도 있다. 상당수는 재계나 정계에서 주요한 위치를 차지하고 있는 사람들로, 가령 카를로스 메넴 전 대통령은 라리오하 주의 시리아 이민자의 아들이다.
수적으로 적긴 하지만 영국 이주민들도 현대 아르헨티나가 형성되는데 중요한 역할을 했다. 영국계 아르헨티나인들은 전통적으로 철도, 공업, 농업 분야에서 영향력있는 위치에 올랐다. 1940년대 후안 페론이 수많은 영국인 소유 회사를 국유화하고, 1982년 포클랜드 전쟁(말비나스 전쟁)이 일어났음에도 불구하고 영국계 아르헨티나인들이 이렇게 성공한 연유는 복잡하다.
2004~05년 "원주민 보충 조사"에 따르면, 공식적으로 인정되는 아르헨티나 원주민 인구는 600,000여명으로, 대다수는 마푸체인들이다.
아르헨티나의 인구조사에 대한 비판도 있는데, 이 자료는 역사적으로 인종보다는 국적 기원의 범주로 조사를 해와서 아프리카계 아르헨티나인이나 메스티소를 빠뜨렸다는 것이다. 1887년 국가 인구조사에서 처음으로 흑인을 독립 범주로 설정했는데, 이전에는 정부에서 무시한 것이었다.

### 불법 이민
불법 이민은 아르헨티나 인구 현황에서 최근에 생긴 요소이다. 대부분의 불법 이민은 아르헨티나 국경 북쪽의 볼리비아나 파라과이에서 오는 경우이다. 페루나 에콰도르, 우루과이에서도 불법 이민자가 들어온다. 심지어는 징병제에 크게 불만을 갖고 있는 브라질 사람들이 불법 이민자로 들어오는 경우도 상당히 많다. 실제로 징병제를 증오한 나머지 아르헨티나로 국적을 변경한 브라질인도 상당수 존재한다. 아르헨티나 정부에서는 750,000여명이 공적인 등록 기록이 없는 것으로 추산했고, 그리하여 "위대한 조국"(Patria Grande) 계획을 시행하여 불법 이주민을 공적 신분을 부여하여 670,000여명의 신청자가 이 사업으로 양성화되었다.
아르헨티나에서는 불법체류자에 대한 처우가 매우 관대하며 아르헨티나로 여행온 사람들이 아예 그 곳에 터를 잡고 죽을 때까지 사는 경우도 빈번하다. 한국의 경우 상호비자면제 협정이 이루어져 있으며 비자없이 최장 90일까지 아르헨티나에 체류할 수 있으나 90일이 지나도 관광비자를 갱신하지 않을 경우 벌금이 한화로 약 2만원에 해당되는데 이 마저도 실질적으로는 흐지부지 상태이다. 더군다나 대한민국이나 일본 등 상호 비자면제협정을 맺은 국가와 남미 대륙의 타국가 국적을 갖고 있을 경우 불법체류자로서 2년이 경과하면 아르헨티나 국적이 자동으로 취득된다.
러시아-우크라이나 전쟁이 발발하자 러시아 임산부들이 대거 아르헨티나로 몰려들어 그 곳에서 아기를 낳아 아르헨티나 국적을 부여시키는 일이 증가하고 있다. 2024년 러시아는 그냥 징병제도 아니고 전쟁터에 투입되는 징병제이기 때문에 아이를 살리고 싶어서 임산부들이 그 먼 아르헨티나까지 와서 원정 출산을 하고 있는 것이다.

### 종교
아르헨티나 국민 대다수가 가톨릭을 믿고 있다. 국교인 가톨릭이 75%, 10%의 개신교도 있다.
종교의 자유가 보장되어 있으나, 대통령과 부통령은 반드시 가톨릭 신자를 선출하도록 헌법으로 정해져 있다.

### 도시화

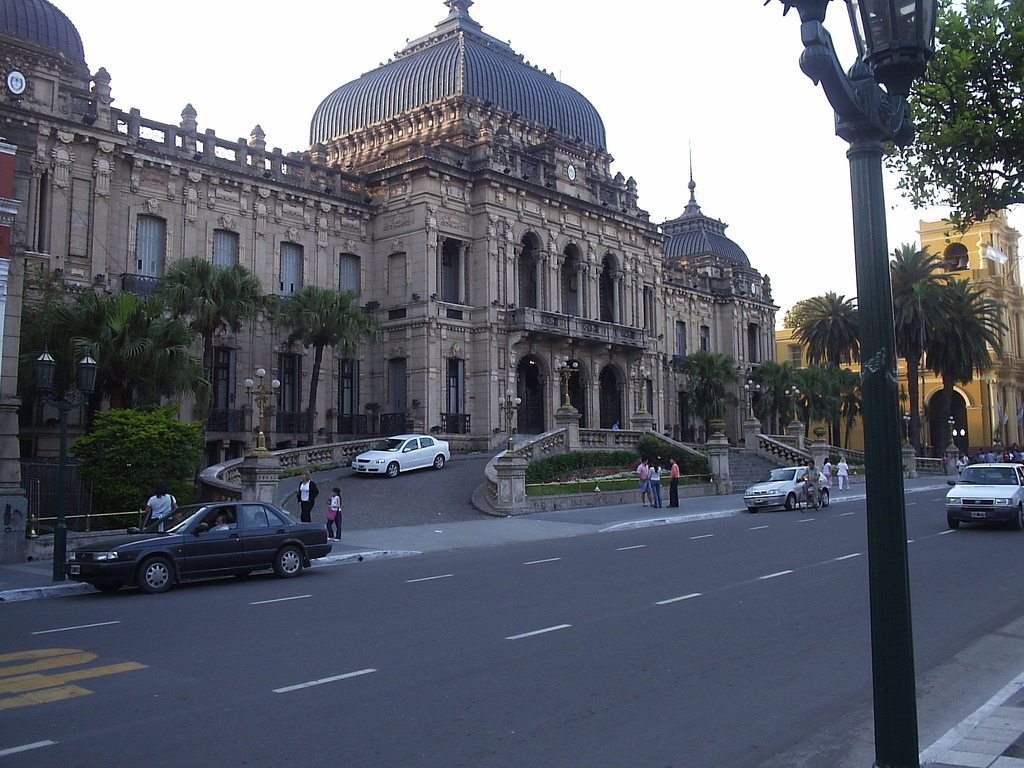
투쿠만의 주지사 관저

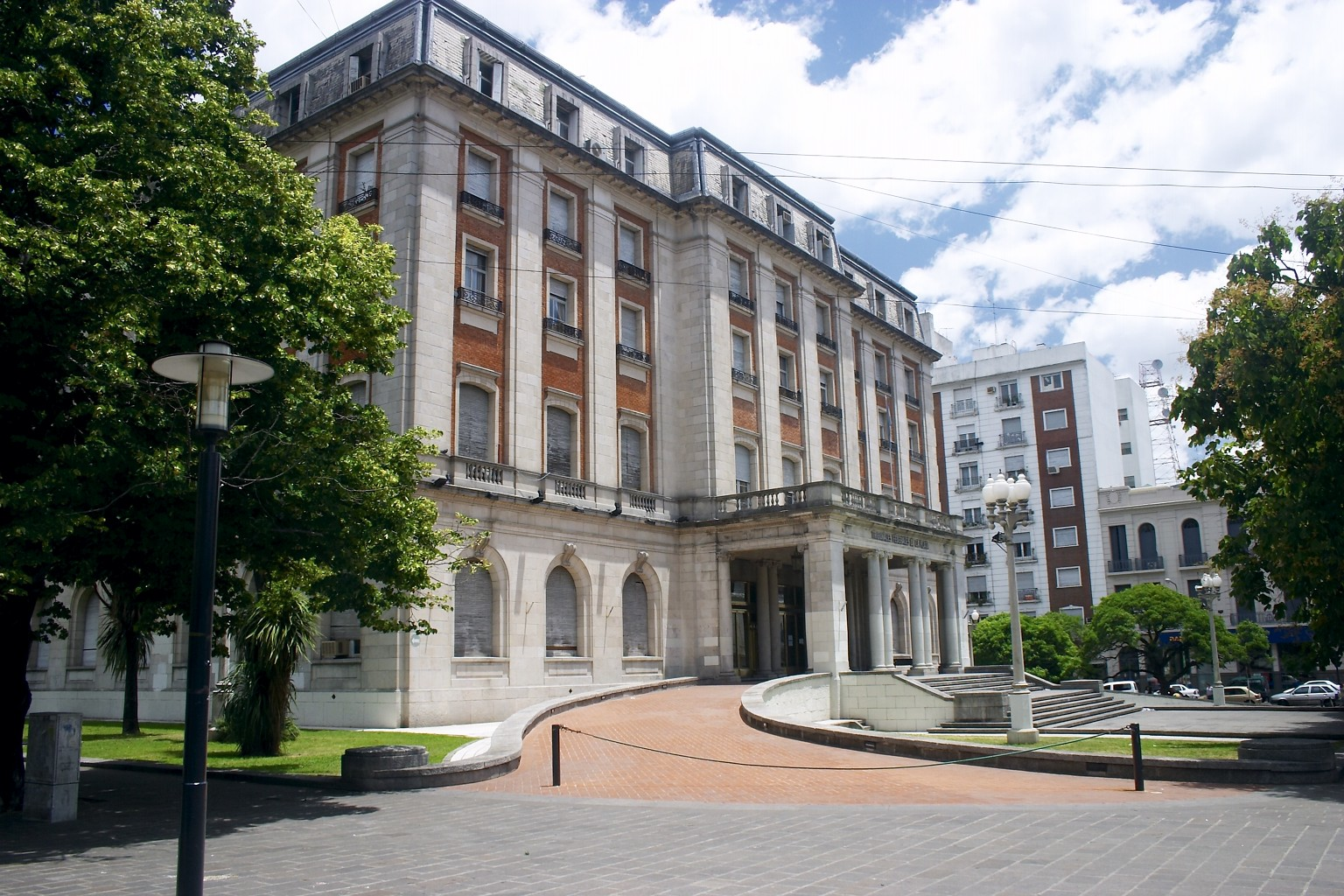
라 플라타의 연방 법원

아르헨티나는 대단히 도시화된 나라이며, 국내 10개 대도시 지역에 인구의 절반이 살고 있으며, 시골 지역에 거주하는 사람은 인구의 1/10 이하이다. 약 3백만명이 부에노스 아이레스 자치시에 살고 있으며, 그란 부에노스아이레스 광역권의 인구는 총 1,280만명이다.(2008년) 그리하여 이 지역은 세계에서 인구가 많은 대도시권 중에 한 곳이다. 아르헨티나의 코르도바와 로사리오 광역시도 인구가 각각 130만, 120만에 이르며, 나머지 다섯 광역 도시들도 각기 50만 정도 인구가 살고 있다.
대부분의 유럽 이주민들은 도시에 정착해서 직장을 얻고 교육 등 더 많은 기회를 얻어 중산층에 편입될 수 있었다. 또 철도망이 확대되면서 많은 사람들이 지방 소도시에도 정착했으며, 1930년대부터 시골 노동자들이 대도시로 이주했다.
1990년대 철도가 끊기고 지역 소규모 제조업이 대규모 저가 수입품에 밀려 몰락하면서 많은 시골 소읍들이 유령도시가 되었다. 동시에 아르헨티나의 대도시 외곽에는 슬럼(villas miserias)이 확산되어 슬럼 인구가 750,000 가구(약 4백만 명)에 육박했다. 슬럼에는 도시 하류층 빈민, 내륙(특히 북부)에서 올라온 시골 사람들, 1960~90년대 사이 이웃나라에서 건너온 이민자들이었다. 2001~2년에 경제 위기로 상당수 이민자들이 떠나기도 했지만, 경제가 회복되자 다시 돌아온 사람도 많았다.
여러 도시 지역들은 유럽 이민자들의 영향으로 유럽 도시처럼 보인다. 대개 도시는 스페인식으로 플라사plaza라 하는 중앙 광장을 중심으로 주변에 성당과 정부 건물이 둘러싼 격자 모양의 도시 구조이다. 이런 도시의 일반적인 배치를 "체커판"(damero)이라고 하는데, 사각형 블록 모양으로 구성되어 있기 때문인데, 현대에는 이런 방식을 벗어나기도 한다. 19세기 말에 건설된 라 플라타 시는 체커판 모양에 일정한 간격으로 대각선 도로가 나있다. (이 도시는 남아메리카 최초로 전기 가로등이 설치된 곳이기도 하다)

## 행정 구역

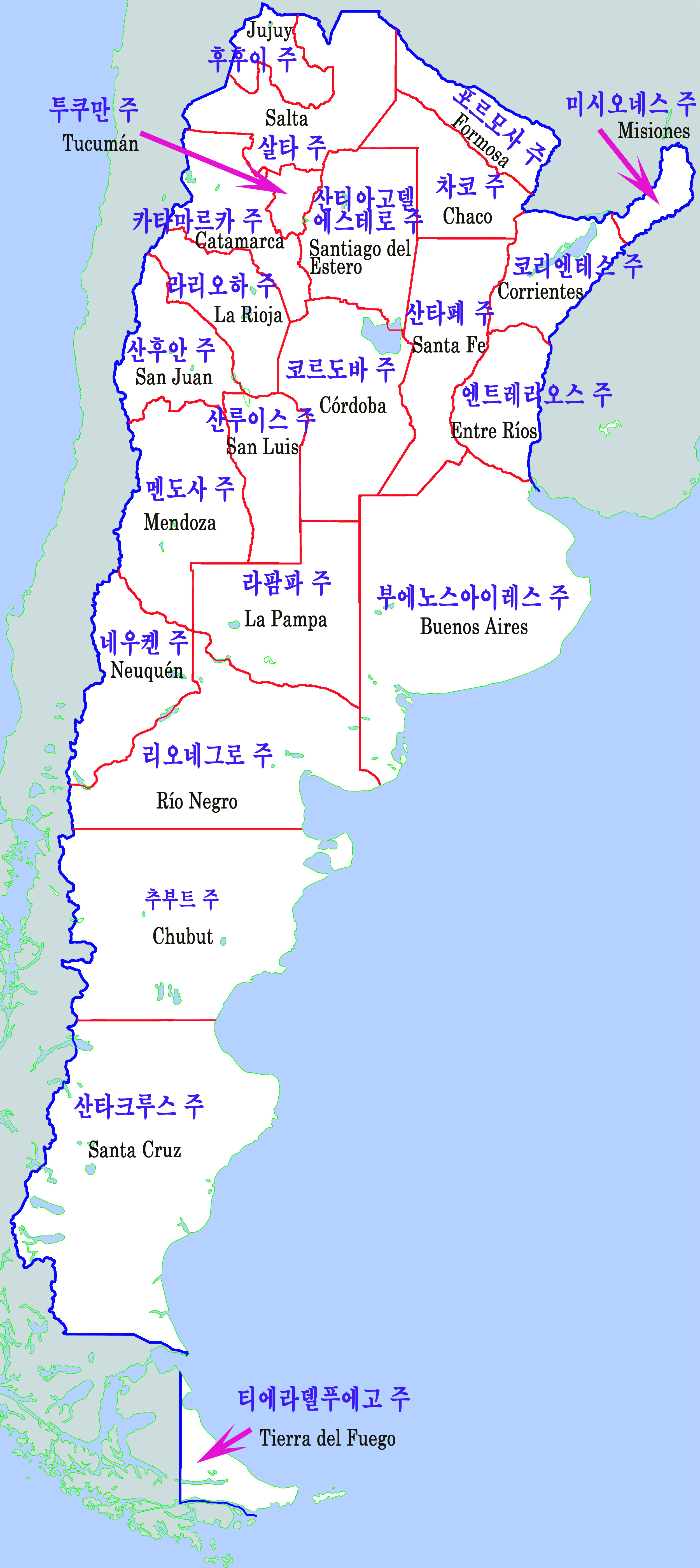
아르헨티나의 행정구역 지도

## 정치
정치는 공화제를 채용하고 삼권분립이며, 국민 투표에 의한 4년 임기의 대통령 중심제를 택하고 있다. 정·부 대통령의 자격은 아르헨티나 태생의 로마 가톨릭교회 신도로 제한된다. 아르헨티나 의회는 상원·하원으로 이루어진 양원제로서, 1912년부터 보통 선거제가 실시되고 있다. 아르헨티나 총선은 후보 개인이 아닌 정당 또는 정당연합에 투표하는 비례대표 선출제 형식으로 실시된다. 전국은 23개의 주와 1연방구로 이루어지는데, 각 주는 주의회를 가지며, 주지사를 선거한다.
총 병력은 약 6만 7,300명이며, 남아메리카 여러 나라 중에서 가장 근대화한 군대를 가지고 있다. 1982년 포클랜드 전쟁 이후 1995년징병제를 폐지하고 모병제를 택하고 있다. 또한 아르헨티나는 다른 나라와는 다르게 자국민으로 하여금 국적포기를 할 수 없도록 헌법에 명시되어 있다. 이 때문에 아르헨티나 출신인 네덜란드의 왕비 막시마 조레귀에타는 국왕 빌럼알렉산더르와 결혼한 뒤 네덜란드의 국적을 취득하여 네덜란드에서 살고 있음에도 불구하고, 아르헨티나 국적을 계속 유지하고 있다. 최초의 비유럽국가 출신 교황 프란치스코도 이러한 이유로 인해 국적포기가 불가능하다. 마찬가지로 배우 마르코는 2011년 대한민국 국적법이 개정되기 이전까지 대한민국 귀화 시도를 계속 실패했다. 아르헨티나 정부에서 국적법 포기가 불가능하게 국적법을 제정한 이유는 나치 독일에서 자국으로 피난 온 유대인들을 보호하기 위한 것이며 이것이 오늘날까지 이어져 온 것이다. 실제로도 호세 페케르만, 후안 파블로 소린 등 유대계 아르헨티나인 유명인사들이 몇몇 있다.

## 경제

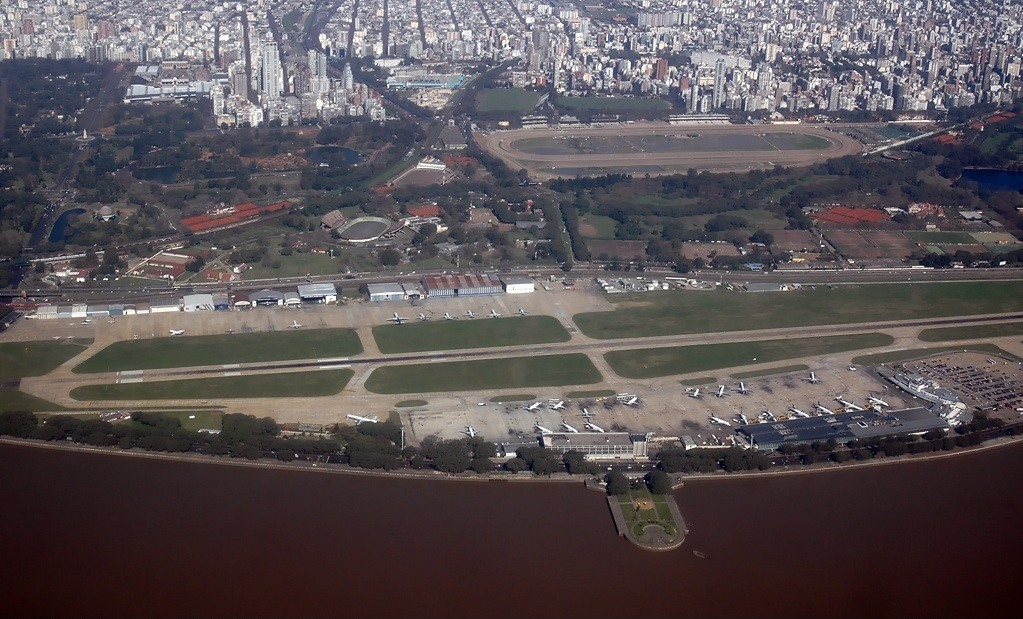
국내선 뉴베리 활주로

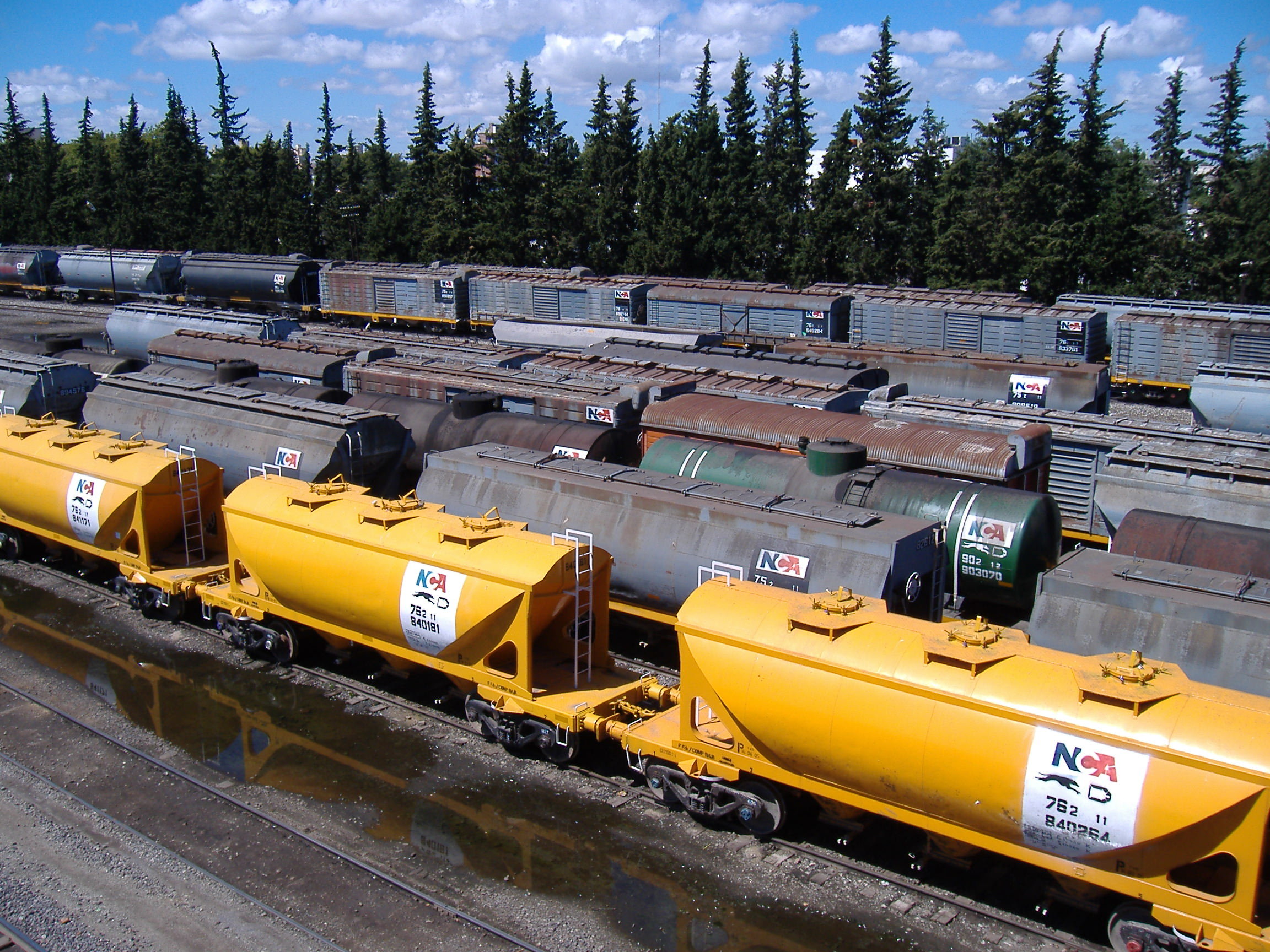
로사리오의 철도

아르헨티나의 산업의 근간(根幹)은 농업과 목축업이며, 국가의 경제는 이들 제1차 산업 위에 성립되어 있다. 농산물과 축산물이 GNP의 14%, 총수출의 50% 이상을 점하고 있다.
신자유주의적 경제개혁이 아르헨티나 경제가 갖고 있던 저성장의 문제를 해결하는 대안으로 도입되었으나 신자유주의적 경제개혁은 아르헨티나 산업생산의 위축과 외채의 증가라는 결과를 초래했다. 1986년 ~ 2001년 아르헨티나의 경제는 연간 1.5%의 누적성장률을 기록하였으며 외채의 경우 92억 7,800만 달러에서 1397억 8,300만 달러로 증가했다. 이 시기 아르헨티나에서 해외로 유출된 자본의 액수는 약 1,300억 달러에 달하는 것으로 추정된다. 낮은 성장률과 산업구조의 붕괴, 외채 및 자본도피의 증가는 고용률의 감소로 이어졌다. 또한 실질임금은 1970년대부터 2000년대 사이에 평균 25%가 감소하였다. 특히 1998년부터 2002년 중반까지 아르헨티나 경제는 가장 강력한 경기침체를 경험했고 실업률은 18.3%, 빈곤율은 전체 인구의 60%에 달했다.

### 공업
제2차 세계 대전 이후 현재에 이르기까지 급속히 공업화를 추진하여 공업화가 상당히 진전되어 있는 반면 공업의 생산 경비가 높아 경쟁력은 낮은 편이다. 이와 마찬가지로 서비스업도 시장점유율이 높으며, 그 밖에 운수, 상 등을 포함하면 아르헨티나는 제3차 산업이 발달돼 있다고 할 수 있다. 1900년대에 들어 농산물 가공에서 출현한 아르헨티나의 공업은 제1차 페론 정권시기인 1940년대부터 막강한 정부의 보호 아래 급속히 발전을 이뤘다. 역대 정부가 공업화 정책을 계속 추진한 결과 현재는 대부분의 소비재, 내구소비재와 함께 중공업 부문에서 철강, 선박, 항공기, 자동차를 국내에서 제조하고 있다.

### 목축업과 농업
목축업은 극히 왕성하여, 국토의 40% 이상이 목장과 방목지(放牧地), 10%가 사료 작물과 목초의 농지로 되어 있다. 소·돼지·양고기·원피(原皮)·양모 등이 산출되며, 육류(肉類)가 풍부하므로 국민 1인당 식육 소비량이 세계 제1위이다. 주요 농산물은 밀·옥수수·아마(亞麻)·면화·목초류·고구마 등인데, 이곳의 곡물은 북반구의 단경기(端境期)에 출하되는 이점을 가지고 있다. 주요 수출품목은 콩·육류·밀 등으로 미국·영국·네덜란드·이탈리아·러시아·브라질·일본·독일이 주요 수출 대상국이다. 이에 대하여 기계류·철강·화학약품·원유 등을 수입하는데, 미국·일본·이탈리아·독일·브라질 등이 주요 수입 대상국이다.

### 광업
광업은 총생산의 4%에 불과하며, 파타고니아 지방의 석유 자원이 주요 부분을 차지하고, 매장량은 풍부하나 개발이 뒤져 있다. 근대공업은 20세기에 들어와서 일어났는데, 축산물의 가공업, 삼유·피혁 공업이 중심이다. 제철업은 소미자 제철소가 산니콜라스에 선강(銑鋼) 일관 공장을 건설한 후부터 비약적으로 발전하고 있다.

## 사회
아르헨티나는 탱고와 목축으로 유명하며 교육과 문화 수준은 남아메리카에서 최고를 자랑한다. 따라서 박물관, 미술관, 극장 등의 문화 수준과 대학을 비롯한 교육 시설은 상당히 충실하다. 다만 문화는 이 지역의 원주민 인디오가 볼 만한 문화를 갖고 있지 않기 때문에 모두 이식된 유럽 문화를 기초로 하고 있다. 특히 프랑스의 영향을 받아 상류 계층에서는 프랑스 풍이 유행했다. 반면 중·하류계 층에서는 국민의 최대수를 차지하는 이탈리아계 이민과 그 자손을 통해 전파된 이탈리아 문화가 광범위하게 뿌리를 내렸다. 또한 식민지시대 이후 스페인 문화의 토대 위에 생활양식, 관습, 특히 식생활, 언어, 음악 등 다방면에 걸쳐서 이탈리아의 영향을 받았다. 최근에는 미국과의 정치, 경제관계가 긴밀해짐에 따라 미국 문명도 침투되고 있으나 큰 영향은 받지 않았다. 아르헨티나는 중남미에서 가장 교육이 진보한 나라이며 문맹률은 3%에 불과하다. 교육제도는 7년제의 초등 교육, 5년제의 중등 교육과 4∼6년제의 대학 교육으로 구성되어 있다. 초등 교육은 의무 교육으로 7년간 무료이며 중등 교육(5년), 대학 교육(5∼6년)도 무료이다. 대학의 경우 입학은 쉽지만 졸업이 어렵다.

## 교통

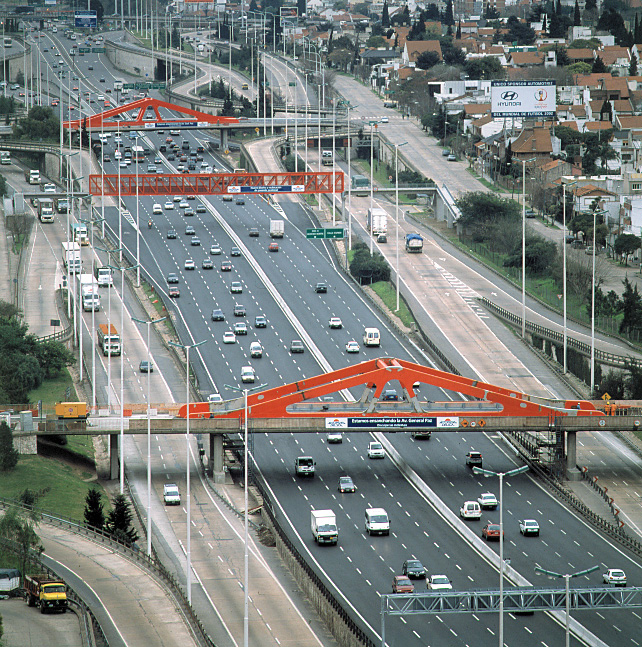
부에노스 아이레스의 도로(Av. General Paz)

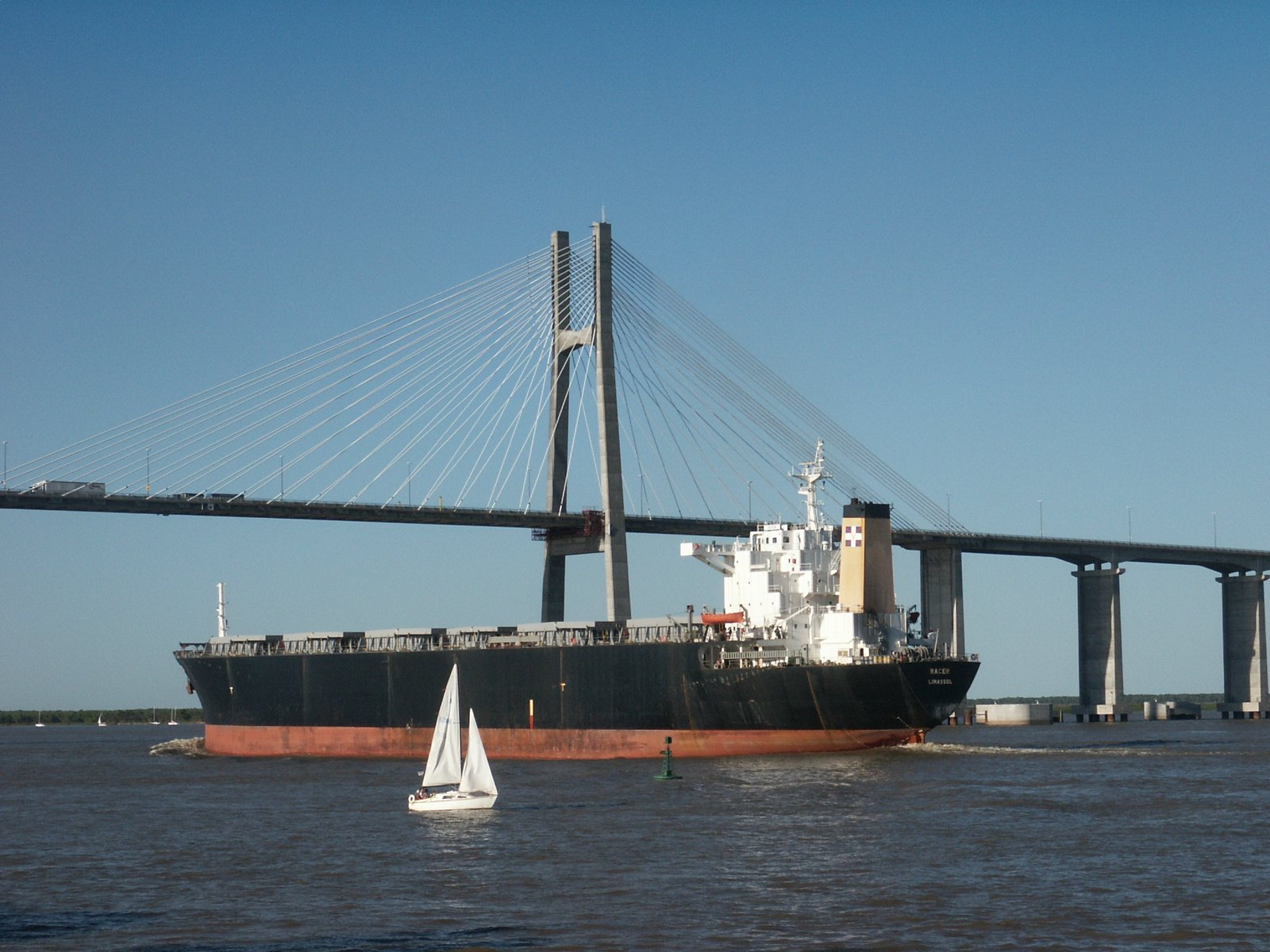
로사리오-빅토리아 대교의 화물선

아르헨티나의 교통 인프라는 비교적 우수한 편이다. 넓은 국토를 가진 아르헨티나는 교통도 필연적으로 발달하고 있다. 23만 km의 도로 중 72,000km는 포장 도로이며, 1,575km는 고속도로이다. 철도는 연장거리 45,000km 에 달하여 부에노스아이레스를 중핵(中核)으로 하여 남아메리카에서는 가장 잘 정비되어 있으며 세계에서도 유수한 철도망으로 손꼽힌다. 항공 또한 발달하여, 중요한 교통수단이 되고 있다.

## 문화
세계 3대 오페라 하우스 중의 하나인 떼아뜨로 꼴론(Teatro Colon)을 비롯, 오페라, 발레, 연극, 영화, 클래식 음악, 미술 전시 등 200여 개가 넘는 중남미 최대의 문화 공연 시설을 가지고 있다. 아르헨티나의 민속춤은 '까르나발'
아르헨티나는 세계적인 축구 강국이다. 아르헨티나는 FIFA 월드컵이 처음 생길때부터 이미 세계적인 축구강국이였으며 아르헨티나 축구 국가대표팀은 첫 FIFA 월드컵인 1930년 월드컵에서는 이미 당대 최강인 우루과이에 이어 준우승을 차지할 정도의 강호였다. 하지만 극심한 선수유출 속에서 1930년대 중반부터 1970년대 후반까지 계속적인 쇠락의 길을 걸어왔으나 FIFA에서 두 개 이상의 국가대표팀에서 뛸 수 없도록 규정을 변경한 이후가 되어서야 1978년 FIFA 월드컵에서 제 기량을 다 발휘할 수 있었다. 아르헨티나로부터 선수를 빼돌려서 자국 팀으로 주로 사용한 나라로는 이탈리아와 스페인 등이 있다. 특히 이탈리아는 아르헨티나로부터 루이스 몬티, 엔리케 과이타, 라이문도 오르시 등의 스타플레이어급 선수들을 뭉텅이로 빼가서 1934년 FIFA 월드컵에서 우승을 차지한 바가 있다. 그래서 아르헨티나는 1978년, 1986년, 2022년 월드컵에서 우승하였고, 1978년엔 자국에서 월드컵을 개최하기도 했다. 아르헨티나는 FIFA 월드컵 결승전에 6번 진출해 3번 우승했는데 FIFA 월드컵에서 3번 이상 우승한 팀으로는 브라질(7전 5승 2패), 독일(8전 4승 4패), 이탈리아(6전 4승 2패), 아르헨티나(6전 3승 3패) 등 4개국 뿐이다. 하계올림픽에서 역시 발군의 성적을 보여줬는데 특히 2004년 하계 올림픽과 2008년 하계 올림픽에 연속으로 우승한 점은 주목할 만 하다. 또한 FIFA U-20 월드컵은 역대 최다 우승인 6회 우승(1979년, 1995년, 1997년, 2001년, 2005년, 2007년)을 달성했다. 거기에 그냥 잘하는 수준이 아니라 축구 선수의 인적자원 수준이 세계최고이며 디에고 마라도나, 리오넬 메시 등 인류 역사상 더 이상 찾기 힘들 불세출의 축구영웅들을 많이 배출했다.
아르헨티나 정부는 FIFA월드컵 개최 100주년을 기념하기 위해 2030년 FIFA 월드컵을 초대 월드컵 개최국인 우루과이와 같이 공동개최하려는 움직임을 보이고 있다.

## 예술

### 문학
이 나라의 본격적인 문학은 독립 후의 혼란기에 낭만주의가 대두함으로써 시작되었다. 탄압 하의 부에노스아이레스를 묘사한 소설 <아말리아>로 유명한 호세 마르몰(1817-1871), 문화사의 고전 <파쿤도, 문명이냐 야만이냐>의 저자인 도밍고 파스티노 사르미엔토(1811-1888)도 있으나, 이 시기의 문학을 대표하는 것은 누가 무어라 해도 가우초(gaucho)의 시(詩)로 초원에 사는 소치기(飼牛)의 생활을 낭만적으로 노래한 것이다. 에스타니슬라오 캄포(1834-1880)는 소박한 소치기의 상징<파우스토>를, 호세 에르난데스(1834-1886)는 국민적 서사시 <마르틴 피에로>를 남겼다. 현대시는 근대파의 레오폴도 루고네스(1874-1938)에서 비롯되는데 보다 대담한 전위시, 특히 초현실주의로 이행되어갔다. 산문으로는 가우초에 대한 향수(鄕愁)를 선명한 이미지로 묘사한 소설 <돈 세군도 솜브라>의 저자 리카르도 구이랄데스(1886-1927), 자연주의적 소설로 이름이 난 마누엘갈베스(1882-1962), 현대 세계에 있어서 인간의 고립을 테마로 하는 에세이스트 에두아르도 마예아(1903-1982), 환상적 단편소설의 명수(名手) 호르헤 루이스 보르헤스(1899-1986), 1976년 발표한 <거미여인의 키스>가 대표작인 마누엘 푸익(1932-1990), 역사소설 <돈 마리오의 영광>의 작자 엔리케 라레타(1875-1961) 등이 대표적 작가들이다.

## 관광

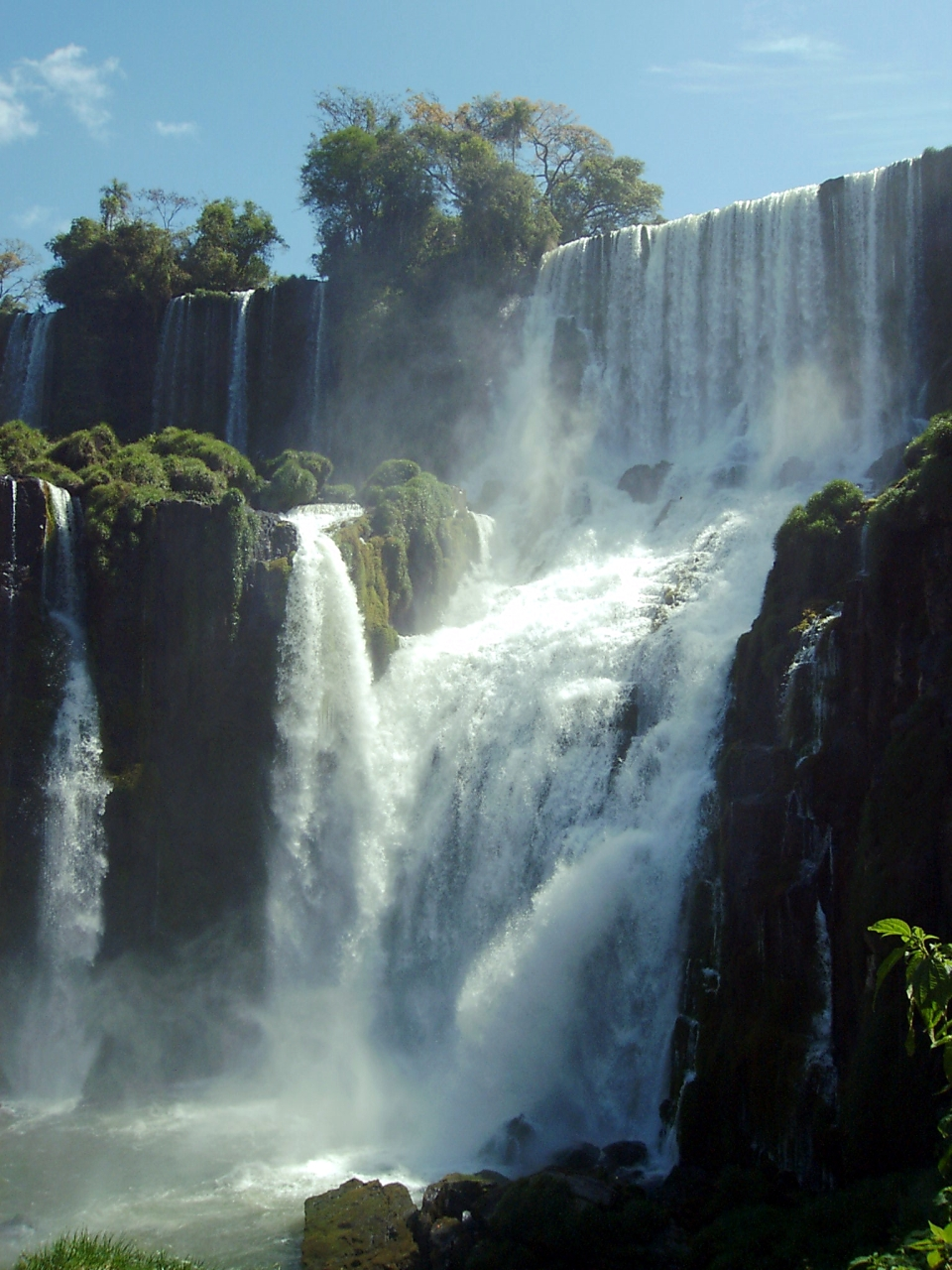
이구아수 폭포

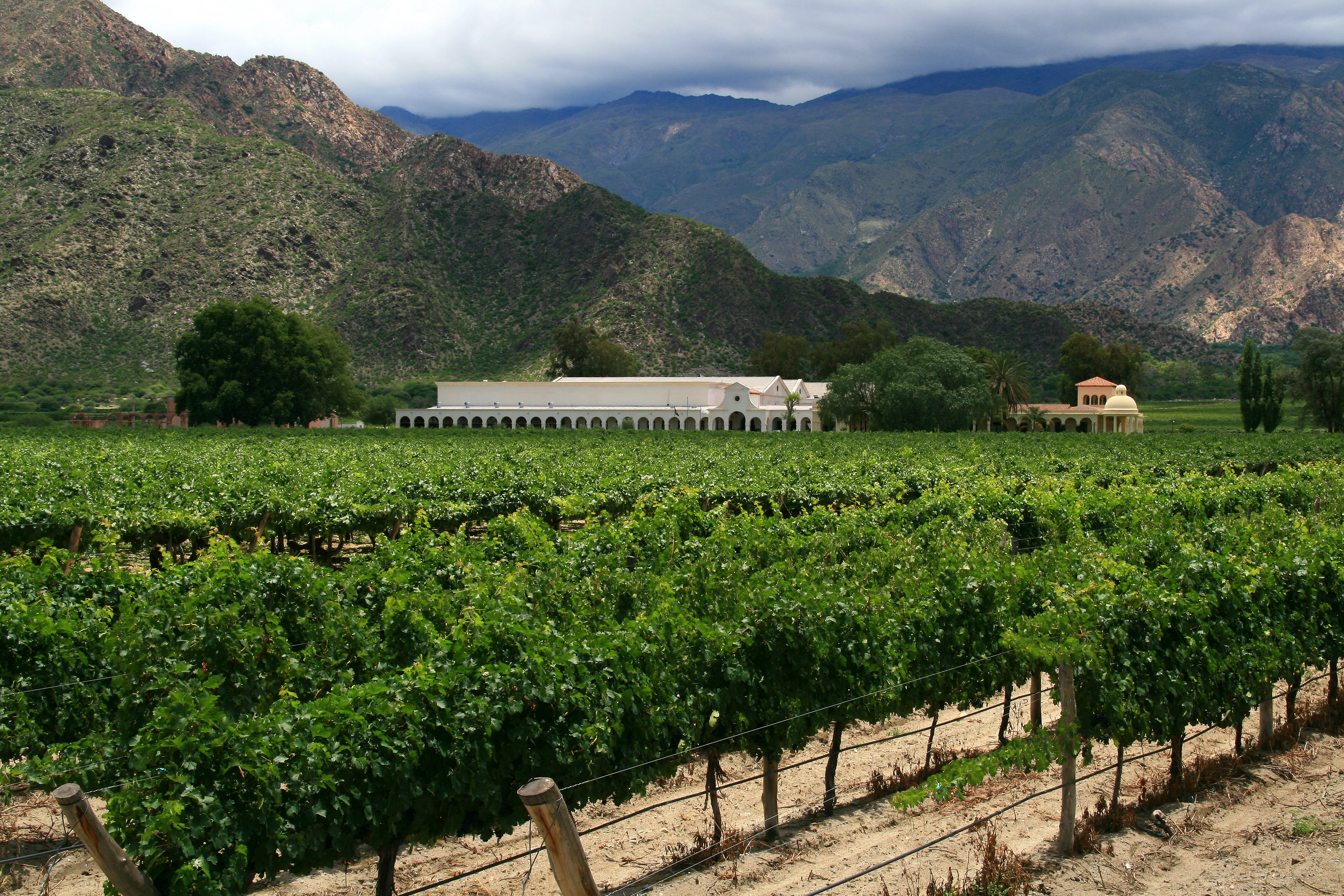
살타주

아르헨티나를 찾는 관광객들은 자연스러운 경관과 지리적 특질, 문화적 특성에 대해 크게 매료된다. 더욱이 2001년 아르헨티나 페소화의 약세로 환율이 외국인 관광객들에 유리해지면서 남미 중에 아르헨티나를 여행지로 찾는 사람들도 많다. 자국의 통계국에 따르면 2005년도의 관광객 수는 전년 대비 12% 성장하였으며 전체 서비스업 관련 총액의 8.1%, 국가 전체 생산 중 세 번째로 높은 산업을 관광이 차지하였다. 당시 방문객은 370만 명 정도로 추산되며 통계상 최초로 외국인들의 아르헨티나 방문객이 해외에 여행을 떠난 아르헨티나 사람보다 많아졌다. 2006년 1/4분기에는 전년 동일 분기에서 22%나 상승한 560,265명의 관광객이 찾았다. 31%는 유럽, 19.2%가 미국과 캐나다, 14.2%는 브라질, 9.1%는 칠레, 14.1%가 이웃 국가 출신의 관광객이었다.